# المسيحية في ألبانيا

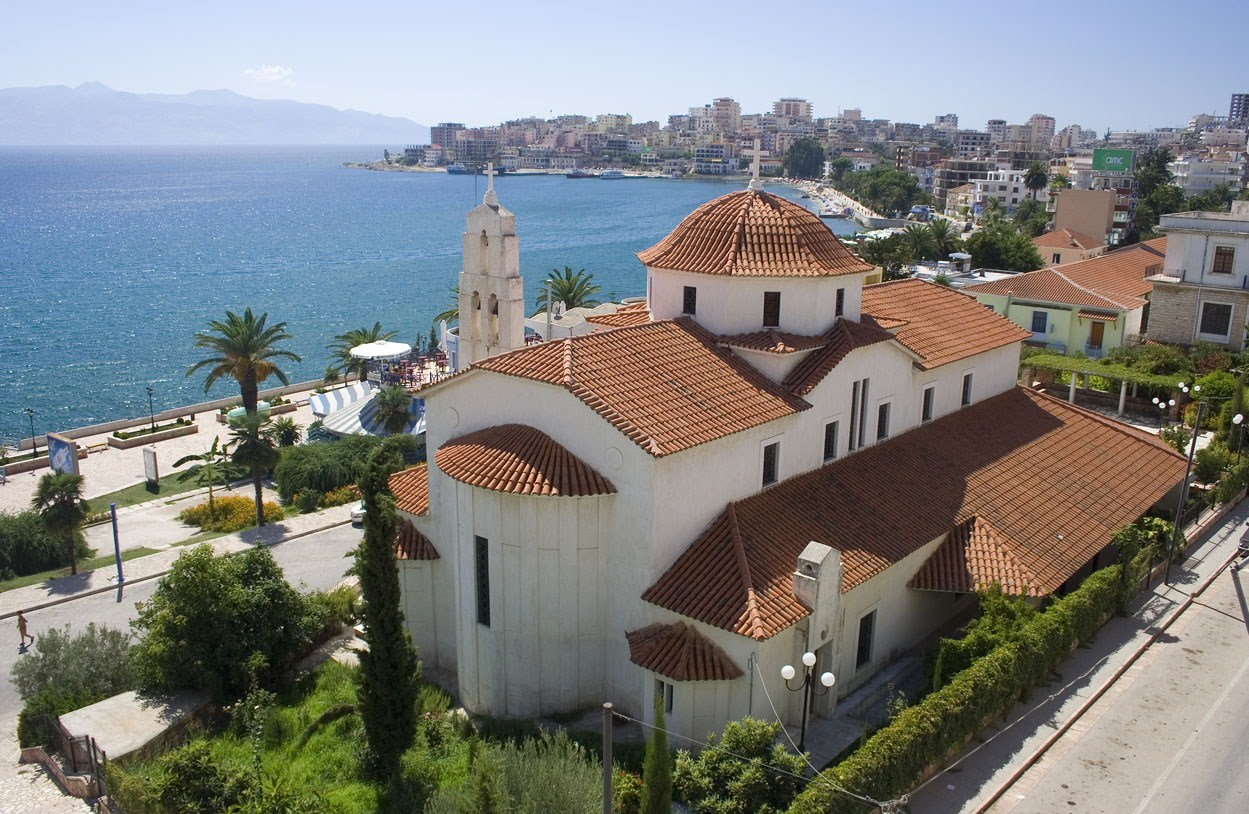
كنيسة ألبانيَّة أرثوذكسيَّة في مدينة سارنده جنوبي ألبانيا.

للمسيحية في ألبانيا تاريخ طويل ومتجذر، وتُعد الديانة المسيحية من الأديان الرئيسية في ألبانيا. تقدّر الدرسات والإحصائيات المختلفة نسب المسيحيين الألبان بين 18% إلى 35% أي بين حوالي 580 ألف إلى 1.18 مليون مسيحي. جدير بالذكر أنّ ألبانيا تحوي على واحدة من أكبر التجمعات المسيحية في العالم الإسلامي. تأتي في مقدمة الطوائف المسيحية في البلاد الكنيسة الألبانية الأرثوذكسية تليها الكنيسة الرومانية الكاثوليكية وتليها الكنائس البروتستانتية المختلفة. وتعيش الجماعات الدينية المختلفة في تعايش وفي اختلاط في ما بينهم.
خلال العصور الكلاسيكية، كان هناك حوالي سبعين عائلة مسيحية في دراس، إعتنقت المسيحية في وقت مبكر من وقت الرسل. وتم تأسيس أسقفية دراس على يد بولس الطرسوسي، أثناء وعظه في إيليريا وإيبيروس. وفي العصور الوسطى ظهر الشعب الألباني لأول مرة ضمن السجلات التاريخية للبيزنطيين، وفي هذه المرحلة كان معظم الشعب الألباني من المسيحيين. وصل الإسلام لأول مرة في أواخر القرن التاسع إلى المنطقة، عندما داهم المسلمين أجزاء من الضفة الشرقية للبحر الأدرياتيكي. وأصبحت لاحقًا الديانة الغالبة خلال العصر العثماني، رغم ضمها لأقلية مسيحية مهمة. خلال الأزمنة الحديثة، اتبعت الأنظمة الجمهورية والملكية والشيوعية اللاحقة سياسة منهجية لفصل الدين عن السياسية والحياة الثقافية.

## تاريخ

### العصور المبكرة

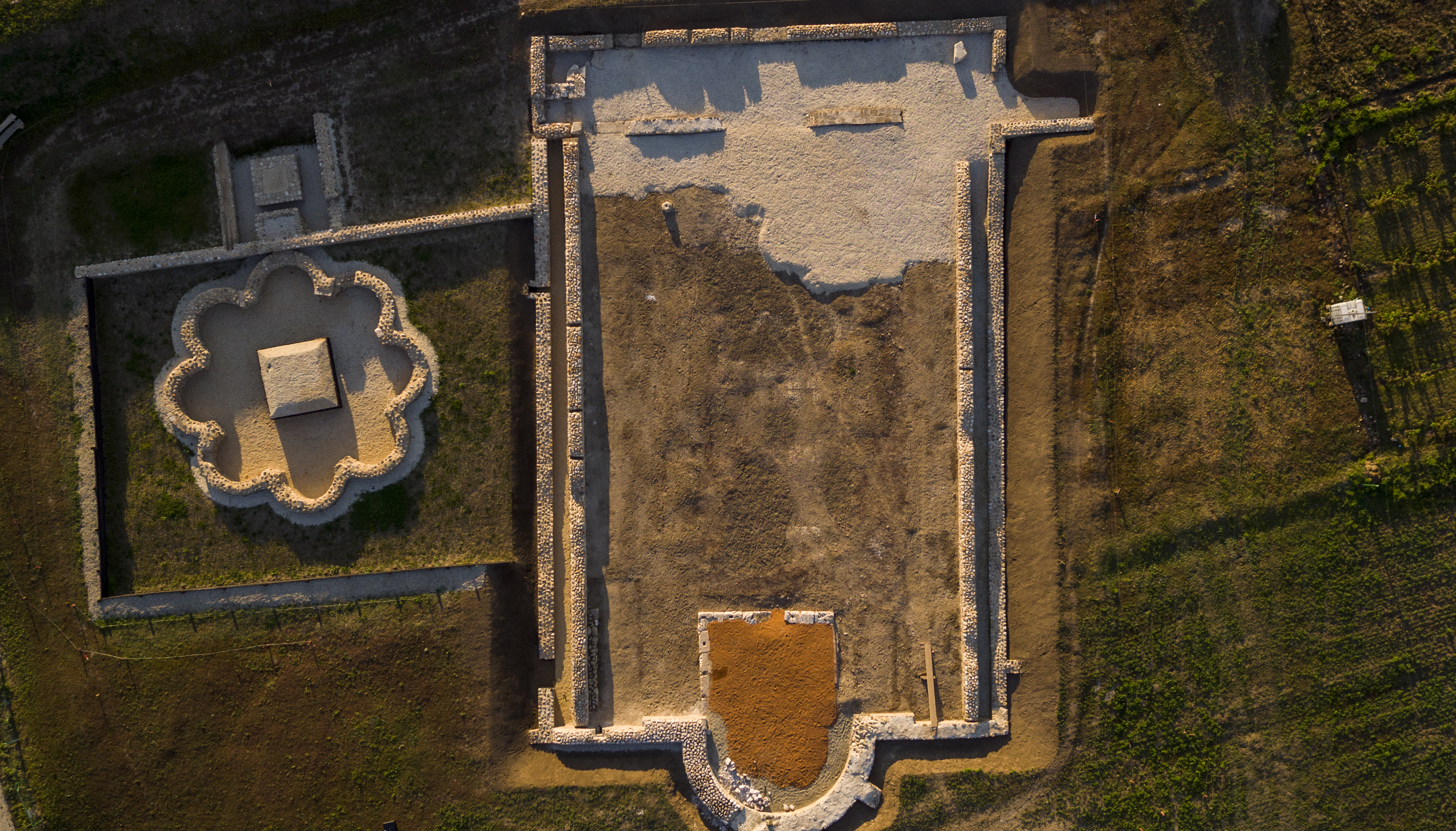
بقايا البازيليكا وموقع المعمودية في أولبيانا.

انتشرت المسيحية في المراكز الحضرية بمنطقة ألبانيا والتي كانت تتألف من منطقة إبيروس ومقاطعة إيليريكوم خلال الفترة المتأخرة من الغزو الروماني ووصلت المنطقة في وقت مبكر نسبيًا. حيث قام بولس الطرسوسي بنشر الإنجيل «حتى إيليريكوم». ويؤكد سنابيل أن بولس ربما بشر في شقودرة ودراس. أدى النمو المطرد للمجتمع المسيحي في ديرهاشيوم إلى إنشاء أسقفيَّة محليَّة في عام 58 م. وفي وقت لاحق تم تأسيس كراسي الأسقفية في أبولونيا، وبوتروتوم (بوترينت الحديثة)، وسكودرا (شقودرة الحديثة).
كان من أبرز الشهداء المسيحيين بحسب التقاليد المسيحية القديس أستيوس، والذي كان أسقف ديرهاشيوم، وقد صلب خلال اضطهاد المسيحيين من قبل الإمبراطور الروماني تراجان. وقتل إلوثريوس أسقف ميسينا وإيليريا مع والدته أنثيا خلال حملة هادريان ضد المسيحيين. خلال هذه الفترة، فرَّ المسيحيون الرومان إلى ألبانيا هربًا من الاضطهاد الواقع في روما آنذاك. وكان من بين هؤلاء الشهداء السبعة كل من بيرجرين ولوسيان وبومبي وهيسيشياس وبابياس وساتورنينوس وجيرمانوس، والذين عند وصولهم، تم القبض عليهم وتم اغراقهم في البحر الأدرياتيكي. عمل القديس فلوريس في إليريا وتعرض للتعذيب جنبًا إلى جنب مع لوروس وبروكولوس ومكسيموس لمساعدتهم في بناء كنيسة، وألقي في بئر وتوفي في القرن الثاني. بعض الكتاب يربطون نشأة الدولة مع أولبيانا، الواقعة جنوب بريشتينا الحديثة.
من القرن الثاني إلى القرن الرابع، كانت اللاتينية اللغة الرئيسية المستخدمة لنشر الديانة المسيحية في المنطقة، بينما في القرن الرابع إلى القرن الخامس كانت اللغة اليونانية السائدة في منطقة إبيروس ومقدونيا في حين كانت اللاتينية السائدة في بريفاليتانا وداردانيا. ومن المعروف أن الأساقفة المسيحيين من ما أصبح في وقت لاحق شرق ألبانيا كانوا من بين أولئك الذين شاركوا في مجمع نيقية، من أجل وقف انتشار الآريوسية في الإمبراطورية. وقد امتد انتشار الآريوسية إلى إيليريا، حيث كان أريوس نفسه قد نفي إليها من قبل قسطنطين الأول.

### العصور الوسطى

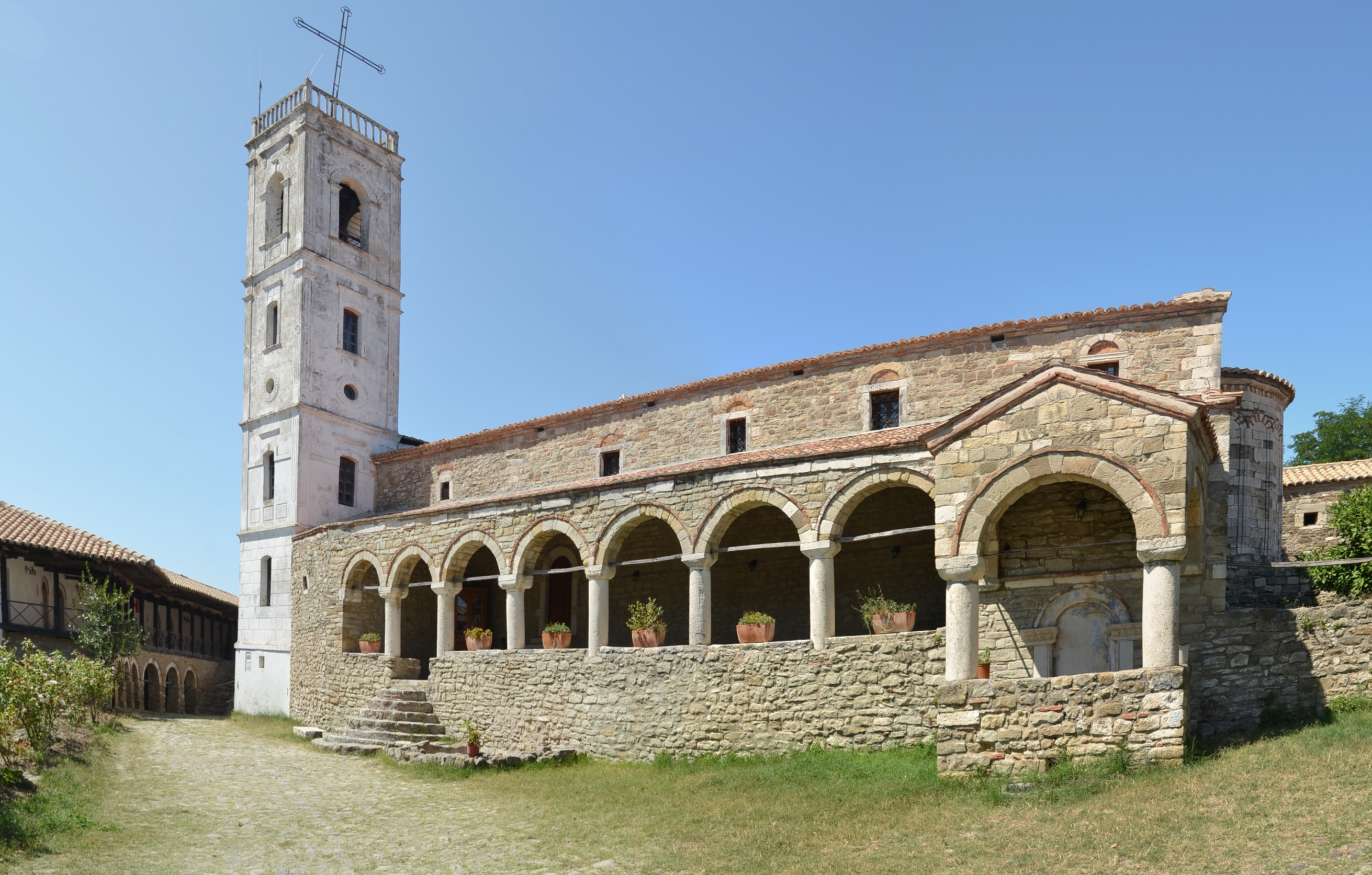
دير أردينيكا، الذي بناه الإمبراطور البيزنطي أندرونيكوس الثاني باليولوج عام 1282 بعد انتصاره على آل أنجو الكابيتيون الكاثوليكية في حصار بيرات.

منذ القرن الثالث الميلادي، أصبحت المسيحية دين راسخ في الإمبراطورية البيزنطية، وعلى الرغم من أن ألبانيا كانت تحت السيطرة البيزنطية، إلا أن مسيحيين المنطقة ظلوا تحت ولاية وسلطة بابا روما الروحيَّة حتى عام 732. في ذلك العام قام الإمبراطور البيزنطي ليو السادس الحكيم الذي أغضبه قيام أساقفة المنطقة بدعم روما خلال حرب الأيقونات، بفصل الكنيسة الألبانية من سلطة البابا الروماني ووضعها تحت سلطة بطريركية القسطنطينية المسكونية. وعند انقسام الكنيسة المسيحية في 1054 بين الشرق والغرب المسيحي، احتفظت منطقة جنوب ألبانيا بعلاقاتها مع القسطنطينية في حين عاد الشمال إلى سيطرة كرسي روما. وكان هذا الانقسام هو أول تجزئة دينيَّة هامة في المنطقة.
وظهر الألبان لأول مرة في السجل التاريخي في المصادر البيزنطية في القرن الحادي عشر. عند هذه النقطة، كان الشعب الألباني بمعظمه مسيحي العقيدة. وكان جميع الألبان من المسيحيين الأرثوذكس حتى منتصف القرن الثالث عشر عندما تحول عدد منهم إلى المذهب الروماني الكاثوليكي كوسيلة لمقاومة السلاف، ولتأمين استقلالهم عن الكيانات السياسية الأرثوذكسية المختلفة. وكان التحول إلى الكاثوليكية ملحوظاً بشكل خاص تحت رعاية مملكة ألبانيا التي أسسها شارل الأول ملك نابولي. بعد إنشاء مملكة ألبانيا عام 1272، كان الهيكل السياسي الكاثوليكي للمملكة التي حُكمت من قِبل آل أنجو الكابيتيون أساساً جيداً للخطط البابوية لنشر الكاثوليكية في البلقان. وجدت هذه الخطة أيضاً دعمًا من هيلين أوف أنجو، زوجة الملك ستيفان أوروس الأول وابنة عم شارل الأول ملك نابولي، بصفتها عقيلة ملك المملكة الصربية، والتي كانت تحكم مناطق شمال ألبانيا في ذلك الوقت. تم بناء حوالي 30 كنيسة وديراً كاثوليكياً خلال فترة حكمها في شمال ألبانيا وفي صربيا. تم إنشاء أسقفيات جديدة خاصةً في شمال ألبانيا، بمساعدة هيلين أوف أنجو. وساهمت هيلين أنجو بشكل كبير في النهوض الثقافي للدولة الصربية في العصور الوسطى، حيث امتلكت أول مكتبة في المحكمة وشجعت على نسخ الكتب في الأديرة، كما أسست أول مدرسة للبنات في العصور الوسطى في صربيا. ومع توسع القوة الكاثوليكية في البلقان وألبانيا معقلها في البلقان، بدأت المباني الكاثوليكية في الظهور في أماكن بعيدة مثل سكوبيه التي كانت في الغالب مدينة أرثوذكسية صربية في ذلك الوقت.

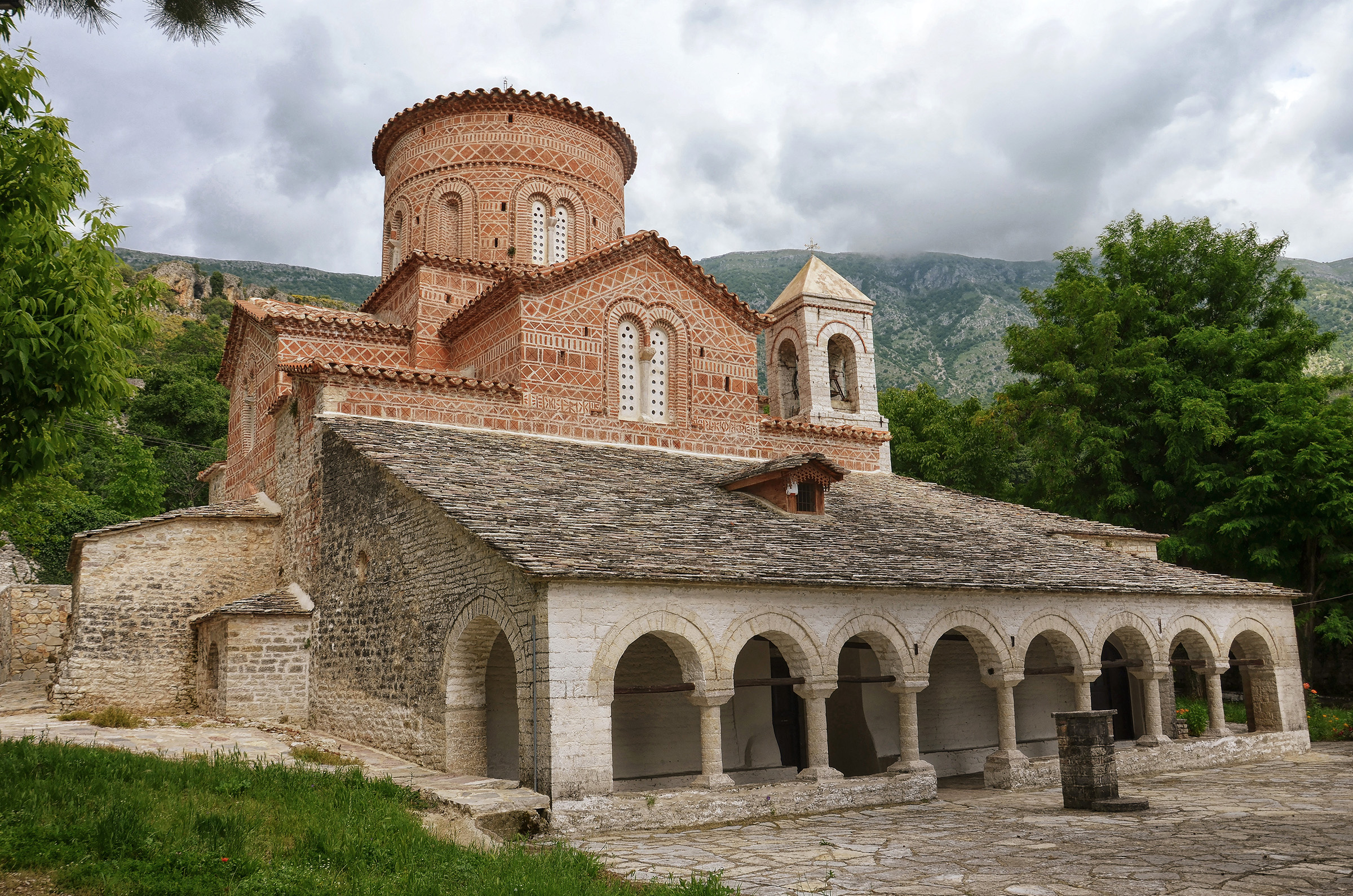
دير انتقال العذراء البيزنطي في مقاطعة غيروكاستر.

تشير الوثائق التاريخيَّة إلى حصول العديد من التحولات إلى الكاثوليكية في إمارة أربانون الألبانية القرطوسيَّة في أواخر القرن الثاني عشر، ولكن حتى عام 1204 ظلَّ الألبان في وسط ألبانيا وجنوبها (في إبيروس نوفا) في الغالب أرثوذكس العقيدة على الرغم من تزايد نفوذ الكاثوليكية في الشمال، وأرتبط الأرثوذكس في كثير من الأحيان بالكيانات الحكومية البيزنطية والبلغارية، ومع ذلك، أصبحت كرويه مركزاً مهماً لانتشار الكاثوليكية، وكان لها أسقفتها الكاثوليكية الخاصة بها منذ عام 1167. وحافظ النبلاء الألبان المحليون على علاقات جيدة مع البابوية. أصبح نفوذ كرويه عظيماً لدرجة أنها بدأت في ترشيح أساقفة محليين. ظل رئيس أساقفة دراس، أحد الأساقفة الأساسيين في ألبانيا، في البداية تحت سلطة الكنيسة الشرقية بعد الانشقاق العظيم على الرغم من الجهود المتواصلة ولكن غير المثمرة من الكنيسة الكاثوليكية لتحويلها إلى الطقوس اللاتينية.
تأسست موجة جديدة من الأبرشيات والكنائس والأديرة الكاثوليكية في عام 1272، وبدأت عدد من الرهبانيات المختلفة بالانتشار في البلاد منها الفرنسيسكان والسيسترسيين والكرمليين والدومينيكان، ووصل المبشرون البابويون أيضاً إلى أراضي مملكة ألبانيا، وكان عدد كبير من رجال الدين والرهبان الألبان حاضرين في المؤسسات الكاثوليكية الدلماسية.
في عام 1332 ذكر راهب دومينيكاني أنه في مملكة راشيا (صربيا) كان هناك شعبان كاثوليكيان، وهما «اللاتين» و«الألبان»، وكلاهما له لغتهما الخاصة. الأول كان تواجده مقصوراً على المدن الساحلية بينما انتشر الأخير في الريف، وبينما لوحظ أن لغة الألبان مختلفة تمامًا عن اللاتينية، تمت الإشارة إلى كلا الشعبين على أنهما يكتبان بأحرف لاتينية.
على الرغم من أن الحكام الصرب الأرثوذكس كان لهم في أوقات سابقة علاقات مع الغرب الكاثوليكي، كقوة موازنة للسلطة البيزنطية، وبالتالي تحملوا انتشار الكاثوليكية في أراضيهم، لكن في ظلّ حكم ستيفان دوشان، تعرض الكاثوليك للاضطهاد إلى جانب الأساقفة الأرثوذكس الموالون للقسطنطينية. كان يُطلق على الطقوس الكاثوليكية البدعة اللاتينية، وعارض ستيفان دوشان زواج الصرب الأرثوذكس من الكاثوليك والتبشير الكاثوليكي بين الصرب. وفي ظل هذه الظروف، أصبحت العلاقات بين الألبان الكاثوليك المحليين والكوريا الرومانية وثيقة جداً، في حين تدهورت العلاقات الودية السابقة بين الكاثوليك المحليين والصرب بشكل ملحوظ.
بين عام 1350 وعام 1370، وصل انتشار الكاثوليكية في ألبانيا إلى ذروته. في تلك الفترة، كان هناك حوالي سبعة عشر أسقفاً كاثوليكياً في البلاد، والذين عملوا ليس فقط كمراكز للإصلاح الكاثوليكي داخل ألبانيا، ولكن أيضًا كمراكز للنشاط التبشيري في المناطق المجاورة، بإذن من البابا. واستقبلت بريزرين التي كانت أيضاً أسقفية أرثوذكسية في عام 1372 أسقفًا كاثوليكيًا بسبب العلاقات الوثيقة بين عائلة بلشا والبابوية. في نهاية القرن الرابع عشر، تم تفكيك مطرانية أوخريد الأرثوذكسية المستقلة السابقة لصالح الطقس الكاثوليكي.

### الحقبة العثمانية

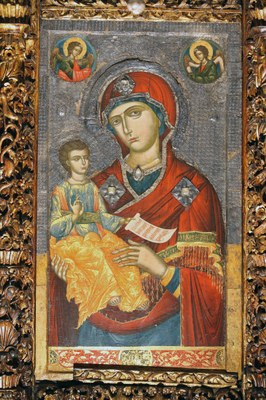
أيقونة العذراء والطفل يسوع في مدينة بيرات تعود لعام 1500.

مع سقوط القسطنطينية واصلت الدولة العثمانية فترة طويلة من الغزو والتوسع مع توغل حدودها في عمق جنوب شرق أوروبا. وصل العثمانيون إلى ساحل البحر الأيوني الألباني في عام 1385 وأقاموا حامياتهم عبر جنوب ألبانيا في عام 1415 ثم احتلوا معظم ألبانيا عام 1431. ونتيجة لذلك، فرَّ الآلاف من الألبان إلى أوروبا الغربية، ولا سيّما إلى كالابريا ومملكة نابولي وجمهورية راغوزا ومملكة صقلية، حيث سعى آخرون للحصول على الحماية في جبال ألبانيا التي يصعب الوصول إليها في كثير من الأحيان.
تختلف ألبانيا عن مناطق أخرى في البلقان حيث حدثت الأسلمة في ألبانيا وقت لاحق، فقد أظهرت بيانات التعداد العثماني التي أجريت في القرن السادس عشر أن السنجق الذي عاش فيه الألبان كان لا يزال مسيحي بأغلبيَّة ساحقة حيث لم يشكل المسلمون أكثر من 5% في معظم المناطق، وخلال هذه الفترة كان المسلمون قد ارتفعت نسبهم في البوسنة (البوسنة 46% والهرسك 43% وسراييفو الحضريَّة 100%)، وفي اليونان (تريكالا 17.5%)، ومقدونيا (سكوبيه وبيتولا على حد سواء حوالي 75%) وبلغاريا الشرقية. في وقت لاحق من القرن التاسع عشر، عندما توقفت عملية الأسلمة في معظم البلقان وقيام بعض الشعوب البلقانية المسيحية مثل اليونانيين والصرب بالإستقلال، استمرت عملية الأسلمة في تقدم كبير في ألبانيا، وخاصًة في الجنوب.
وكقاعدة عامة، فإن الحكم العثماني تسامح إلى حد كبير مع مواطنيه المسيحيين، ولكن تم التمييز ضدهم، وحولهم إلى مواطنين من الدرجة الثانية مع فرض ضرائب أعلى بكثير إلى جانب مختلف القيود القانونية مثل عدم القدرة على الوقوف ضد المسلمين إلى المحكمة، أو ركوب الخيول، أو الحصول على أسلحة، أو بناء منازل تطل على بيوت المسلمين. في حين أن النظرة للكاثوليكية كانت مشبوهه من قبل السلطات العثمانية بعد سقوط القسطنطينية، سمح العثمانيون للكنيسة الأرثوذكسية في العمل دون عوائق إلى حد كبير، إلا خلال الفترات التي اعتبرت الحكومة الكنيسة مشبوهة سياسيًا، وبالتالي تم قمعها من خلال طرد الأساقفة والإستيلاء على ممتلكاتها وإيراداتها. وكان التحول الديني خلال العصر العثماني مختلفاً بسبب المحاولات لتحسين الوضع الاجتماعي والاقتصادي، وبسبب نجاح التبشير من قبل المبشرين. في الحالة الأخيرة، فإن المتحولين غالبًا ما كان يمارسون الشعائر المسيحية بشكل سري لفترات طويلة. خلال الفترة العثمانية، تشابه معظم المسيحيين ومعظم المسلمين في أسلوب حياتهم.
خلافاً لبعض المناطق الأخرى في البلقان، مثل بلغاريا والبوسنة، على مدى القرنين الأولين من الحكم العثماني، حتى عقد 1500، اقتصر الإسلام على أعضاء الأرستقراطية المختلطة، في حين بقي الفلاحين الألبان الأصليين مسيحيين بأغلبية ساحقة. ظل الوضع كذلك حتى بعد فترة طويلة من سقوط إسكندر بك القائد الألباني المسيحي الذي قاد تمراً ضد الحكم العثماني، والذي اعتبره كثيرون في أوروبا الغربية نموذجًا للمقاومة المسيحيَّة ضد المسلمين. نتيجة لذلك تمردت مناطق كبيرة في الريف الألباني ضد الحكم العثماني، وكثيراً ما تكبدت هذه المناطق خسائر بشرية كبيرة، بما في ذلك تدمير القرى المسيحية بأكملها. في عام 1570، بدأت جهود متضافرة من قبل الحكام العثمانيين لتحويل السكان الألبان الأصليين إلى الإسلام من أجل وقف حدوث أي تمرد موسمي. في عام 1594 حرّض البابا كليمنت الثامن على تمرد فاشل بين الألبان الكاثوليك في الشمال واعداً إياهم الحصول على مساعدة من قبل الإمبراطورية الإسبانية. وعندما سحق التمرد في عام 1596، قمعت الحكومة العثمانية السكان المحليين وقامت بوضع ضغوط شديدة على السكان المحليين من أجل التحول للإسلام.

#### الشمال تحت الحكم العثماني

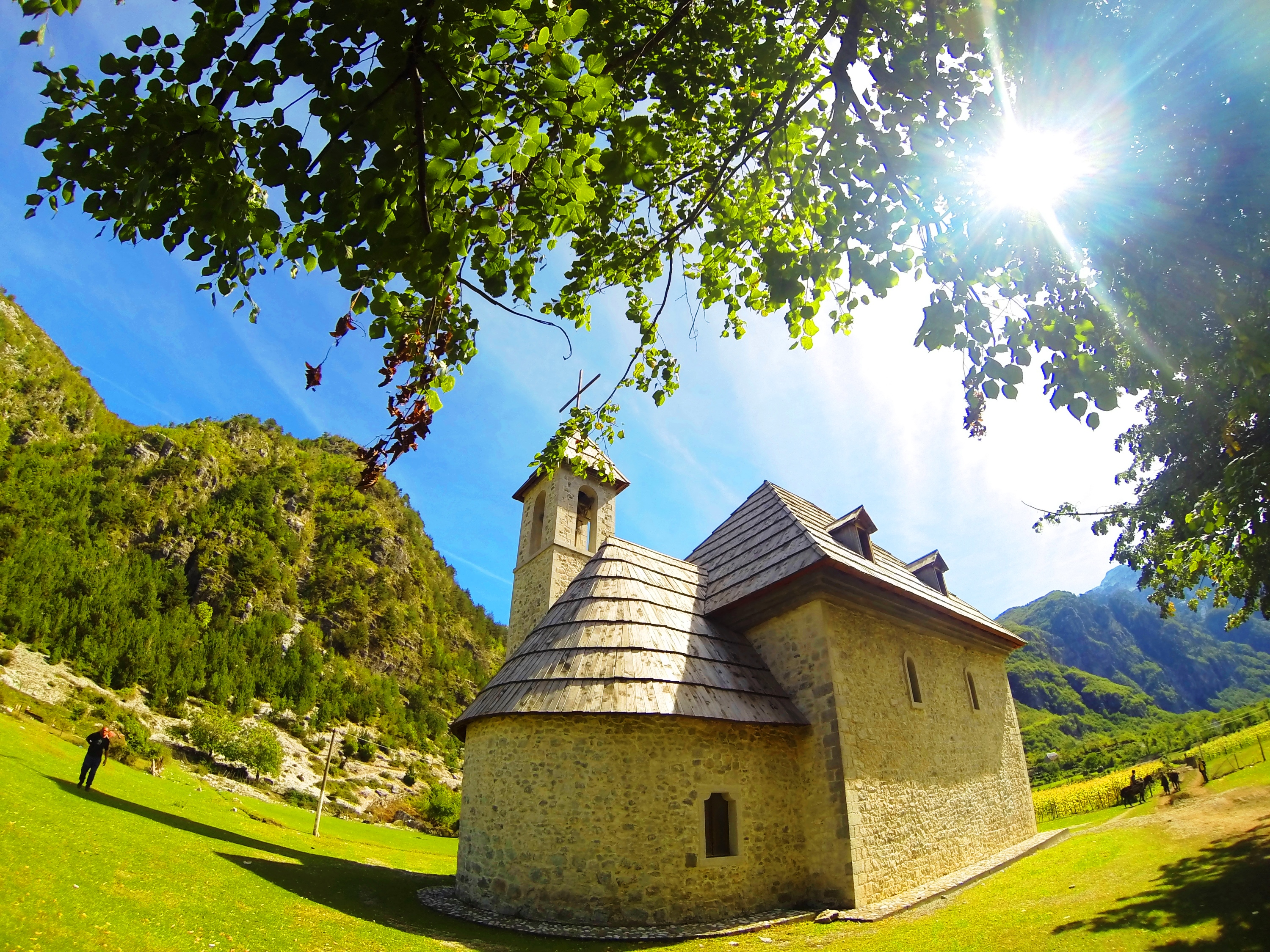
كنيسة بلدة ثيث: شهد الحكم العثماني هروب العديد من المسيحيين الألبان إلى الجبال.

أشار الباحث رمضان مارمولاكو إلى أن العثمانيين نظموا في القرن السابع عشر حملة منسقة من الأسلمة والتي لم تطبق عادةً في أماكن أخرى في البلقان، وذلك من أجل ضمان ولاء السكان الألبان المتمردين. وعلى الرغم من وجود عدد من الحالات من التحويل القسري العنيف، الأ أنَّ الضرائب الكبيرة على المسيحيين كانت إحدى أسباب التحول الديني. خلال هذه الفترة، فرَّ العديد من الألبان المسيحيين إلى الجبال وبنوا قرى جديدة مثل ثيث، أو إلى بلدان أخرى حيث ساهمت في ظهور مجتمعات ألبانيَّة جديدة مثل آرفانيت، وأربيريشي، وأرباناسي في كل من اليونان وإيطاليا وكرواتيا على التوالي. بينما في العقد الأول من القرن السابع عشر، ظلت ألبانيا الوسطى والشمالية منطقة كاثوليكية حيث وفقاً لتقارير الكرسي الرسولي، لم يُشكل المسلمون أكثر من 10% من سكان شمال ألبانيا. خلال هذا الحقبة، ساعدت جمهورية البندقية على منع أسلمة ألبانيا بالجملة، وحافظت على سيطرتها على أجزاء من شمال ألبانيا بالقرب من الساحل.
وشهدت هذه الفترة أيضًا ظهور الأدب الألباني، الذي كان من رواده العديد من المسيحيين مثل بيتير بوجداني. ودعا بعض من هؤلاء المفكرين الألبان المسيحيين، مثل بيتر بوجداني، إلى الاستقلال عن السيطرة العثمانية، وفي نهاية القرن السابع عشر، قام بوجداني وزميله راسباساني، بقيام جيشًا من الآلاف من ألبان كوسوفو لدعم النمساويين في الحرب التركية العظمى. ومع ذلك، عندما فشل هذا الجهد لطرد الحكم العثماني من المنطقة مرة أخرى، فرّ العديد من الكاثوليك في كوسوفو إلى المجر.
في عام 1700 تربع على عرش البابوية البابا كليمنت الحادي عشر، الذي كان نفسه من أصول ألبانية وإيطالية مختلطة، واهتم اهتمامًا كبيرًا بالكاثوليك الألبان، وفي عام 1703 عقد المجلس الألباني لتنظيم طرق منع الارتداد في ألبانيا، والحفاظ على وجود الكاثوليكية داخل الأراضي الألبانيّة. ويعزى بقاء الكاثوليكية على نطاق واسع في شمال ألبانيا إلى حد كبير إلى نشاط الرهبان الفرنسيسكان في المنطقة. وكثيرًا ما كانت الاختلافات الدينية تخفف من الخصائص الثقافية والقبلية المشتركة، فضلاً عن الأنساب الأسريَّة التي تربط بين المسيحيين الألبان والمسلمين الألبان. في القرن السابع عشر، لوحظ أن العديد من المسلمين الألبان شاركوا أيضًا في التمردات، كما وطالبوا مساعدة من الغرب الكاثوليكي.

#### الجنوب تحت الحكم العثماني

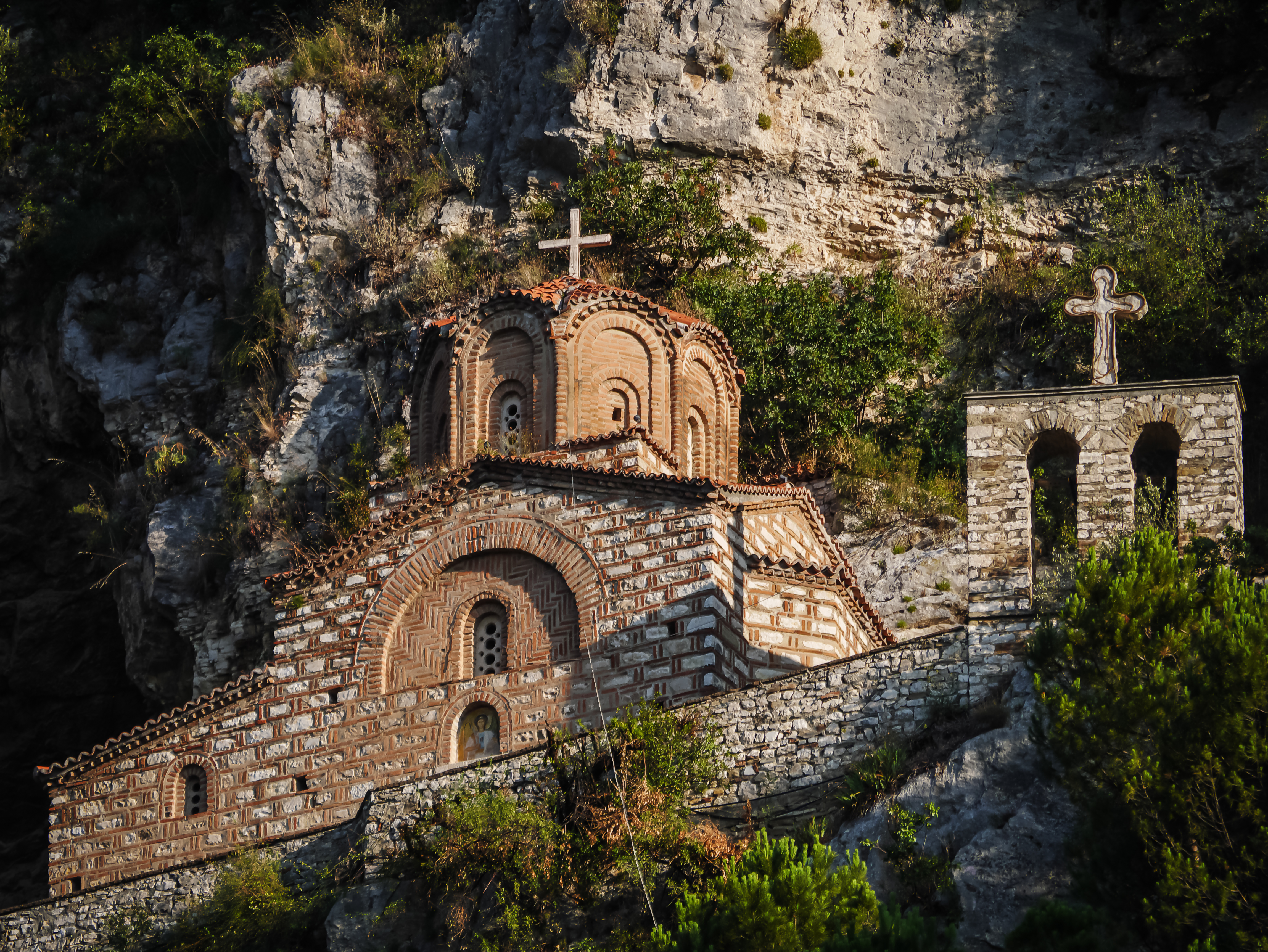
دير الروح القدس الأرثوذكسي في بيرات.

في أواخر القرن السابع عشر والقرن الثامن عشر، وخاصةً بعد العديد من أشكال التمرد خلال الحرب التركية العظمى والاشتباكات اللاحقة مع الإمبراطورية الروسية الأرثوذكسية، بذل الحكام العثمانيون أيضًا جهودًا متضافرة لتحويل الألبان الأرثوذكس في جنوب ووسط ألبانيا (وكذلك المناطق المجاورة لليونان ومقدونيا) قسراً للإسلام. كما هو الحال في الشمال حصل تحول الألبان إلى الإسلام من خلال مجموعة متنوعة من الوسائل العنيفة والقسرية، لكن فرض الضرائب المرتفعة على الرعايا المسيحيين كانت العامل الرئيسي للتحول إلى الإسلام. في ظل الحكم العثماني، لم يكن للمسلمين أي سيطرة على الكنيسة وأُعتبرت الدولة العثمانية كل من الكنيسة الأرثوذكسية الشرقية وبطريركية القسطنطينية المسكونية هي السلطات الحاكمة لكافة المسيحيين الأرثوذكس في الدولة العثمانية، سواء كانوا يونانيين العرقيَّة أم لا. وأنشأت الدولة العثمانية من خلال أخذ أطفال الرعايا المسيحيين الروم والأوروبيين الذين تم جمعهم من مختلف الأنحاء كأسرى حرب جيشًا قويًا عُرف بجيش الإنكشارية. وحُول هؤلاء الصبية بعد ذلك إلى الديانة الإسلامية بالإكراه، وتم تجنيدهم أيضاً من خلال الدوشيرمة - والتي كانت موجودة في كريت ومقدونيا اليونانية واليونانيين البنطيين في البنطس والمرتفعات الأرمنية والبلقان. عانت الكنيسة الألبانية الأرثوذكسية خلال الحكم العثماني من الفقر ونقص الموارد وسلطة رجال الدين الذين قدم معظمهم من الأسِتانة (إسطنبول)، حيث كان الكثير منهم فاسدون وغريبون عن التقاليد الألبانية، وألقوا عظات باللغة اليونانية، وهي لغة أجنبية بالنسبة للسكان المحليين في ألبانيا.
خلال الحقبة العثمانية ظهر في الشمال الألباني مجتمع مسيحي متخفي من الألبان عرقيًا في بداية القرن الثامن عشر، حيث أن خلال الفترة العثمانية تحولت أعداد من الأرثوذكس قسراً إلى الإسلام خاصًة في النصف الثاني من القرن السادس عشر إلى نهاية القرن الثامن عشر، وعلى الرغم من ذلك واصل العديد من المتحولين إلى الإسلام في الحفاظ على الطقوس الأرثوذكسيَّة بشكل سرّي، وقد اعتنق العديد من المسيحيين الإسلام في عهد الدولة العثمانية تفاديًا لضغوط مختلفة بما فيها الضرائب الكثيرة التي كانت تفرض على المسيحيين والاضطهادات والتمييز وللاستفادة من عدة امتيازات اجتماعية، وقد تحول عدد من الأديرة والكنائس إلى مساجد. وقد كان أبناء المجتمع ممزقين بين هذه الازدواجية الدينية حيث يذهبون إلى المساجد نهارًا وإلى الكنيسة ليلاً. وكان ذلك نمط حياة للبقاء، حيث كانوا لا يستطيعون ممارسة دينهم علنًا لكنهم اصروا على الحفاظ عليه في منازلهم. وقد خصصوا طابقًا من منزلهم «إلى الطقوس والاحتفالات المسيحية» بينما خصصوا طابقًا آخر للعادات الإسلامية. وكانت الأسرار تكتم عن الأطفال خوفا من ان يبوحوا بها، وكان كل شيء يظل داخل النواة العائلية الضيقة. وقد عاد المسيحيين المتخفين رسميًّا إلى الكنيسة الأرثوذكسية في عام 1897. على الجانب الآخر بقيت بيرات ومناطق أخرى مثل فيير ولوشنيه في الجنوب معاقل وذات أغلبية مسيحية أرثوذكسية.
في نهاية الفترة العثمانية، كان للإسلام السني أغلبية طفيفة في الأراضي الألبانية. وكانت الكاثوليكية لا تزال سائدة في المناطق الشمالية الغربية، فضلًا عن جيوب قليلة في كوسوفو في وحول غاكوفا وبيجا وفيتينا وبريزرين وكلينا. وظلَّت الأرثوذكسية الشرقية سائدة في جيوب مختلفة من جنوب ووسط ألبانيا. وضم جنوب البلاد على جيوب للطائفة البِكْتاشيَّة. أدت التعددية الدينية عدم ارتباط القومية الألبانية بديانة معينة، وبدلاً من ذلك نادت القومية الألبانية بتعزيز الانسجام بين الطوائف المختلفة واستخدام اللغة الألبانية المشتركة والتاريخ الألباني والعادات العرقية الألبانية كموضوعات موحدة. على الرغم من ذلك، تم استخدام كل من تكايا البِكْتاشيَّة في الجنوب والكنائس الكاثوليكية في الشمال من قبل بعض الحركات القومية كأماكن لنشر الدعاية القومية. كان واصه باشا كاتب ألباني وشاعر ومن دعاة الصحوة الوطنية الألبانية، خدم الدولة العثمانية وعمل محافظ لمتصرفية لبنان من عام 1882م حتى وفاته. وكان واصه باشا يعتنق المسيحية ديناً على المذهب الكاثوليكي.

### العصور الحديثة

#### الملكية

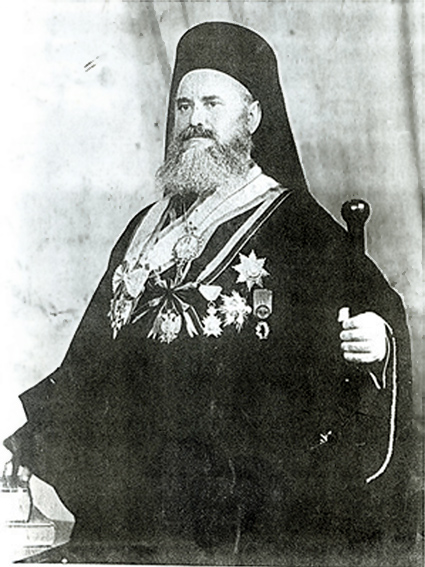
فيزاريون شوفاني؛ أول بطريرك للكنيسة الألبانية الأرثوذكسية.

مع تحول ألبانيا إلى النظام الملكي أعلنت الكنيسة الألبانية الأرثوذكسية أستقلالها عن بطريركية القسطنطينية المسكونية في عام 1928، ووُضعت جميع مؤسسات الطوائف المختلفة تحت سيطرة الدولة.
وفي عام 1930، تم إجراء أول تعداد ديني رسمي. وقد أعيد التأكيد على البيانات العثمانية التقليدية منذ قرن مضى والتي كانت تُغطي سابقًا ضعف أراضي الدولة الجديدة وسكانها، وبحسب التعداد السكاني قال 50% من السكان أنهم مسلمون من أهل السنة والجماعة، وقال حوالي 20% أنهم مسيحيين أرثوذكس، وقال حوالي أنهم 20% مسلمين بكتاشيين، وقال حوالي 10% مسيحيين كاثوليك.
وقد تقرر النظام الملكي أن الدين يجب الا يكون عامل تقسيم بين الألبان، ولكن عامل وحدة. وفي هذا الوقت بدأت الافتتاحات الصحفيَّة في تضييق على الاعتماد للأسماء الإسلامية والمسيحية، واقترحت بدلاً من ذلك إعطاء الأطفال أسماء ألبانية محايدة. ونص النظام الملكي على وجوب أن تكون الدولة محايدة وأن لا تملك دين رسمي. وكان درس القراءة الأولى في المدارس الابتدائية خلال حصص التعليم المسيحي الوطني يبدأ من هذه الجملة، «أنا ألباني، بلدي ألبانيا».
في مؤتمر عام 1929، تبنت الطائفة المسلمة تحت ضغط من الحكومة، نموذج العلمانية الألبانية، بما في ذلك تحوّلها نحو الحداثة الأوروبية والتقدم الحضاري. وتماشياً مع الإصلاحات التي طالبت بها الدولة، اعتمد مؤتمر أهل السُنّة لعام 1929، الذي نظمته الدولة بحكم الأمر الواقع، إصلاحات مثيرة للجدل للغاية، بما في ذلك استخدام الألبانية كلغة رسمية للخطب الدينية، وتوحيد جميع المدارس الدينية المحلية في مؤسسة واحدة. وفي عام 1930 أصدرت وزارة التعليم الألبانية مرسوماً يجبر المجتمعات الدينية على تمويل مدارسهم ودروسهم الدينية. ضرب القانون المجتمع المسلم بشدة لأنهم لم يتمكنوا من تمويل مدارسهم، ونتيجة لذلك في عام 1938 لم يتبق سوى مدرستين إلى ثلاثة مدارس إسلامية في كل ألبانيا. ومن عام 1933 حتى عام 1936 تم حظر جميع المدارس الخاصة، مما يعني عمليًا أن المدارس الكاثوليكية لا يمكنها العمل في ألبانيا. اضطرت حكومة أحمد زوغو إلى التراجع عن الخطوة بعد الضغط الإيطالي والدولي.

#### الاحتلال الإيطالي

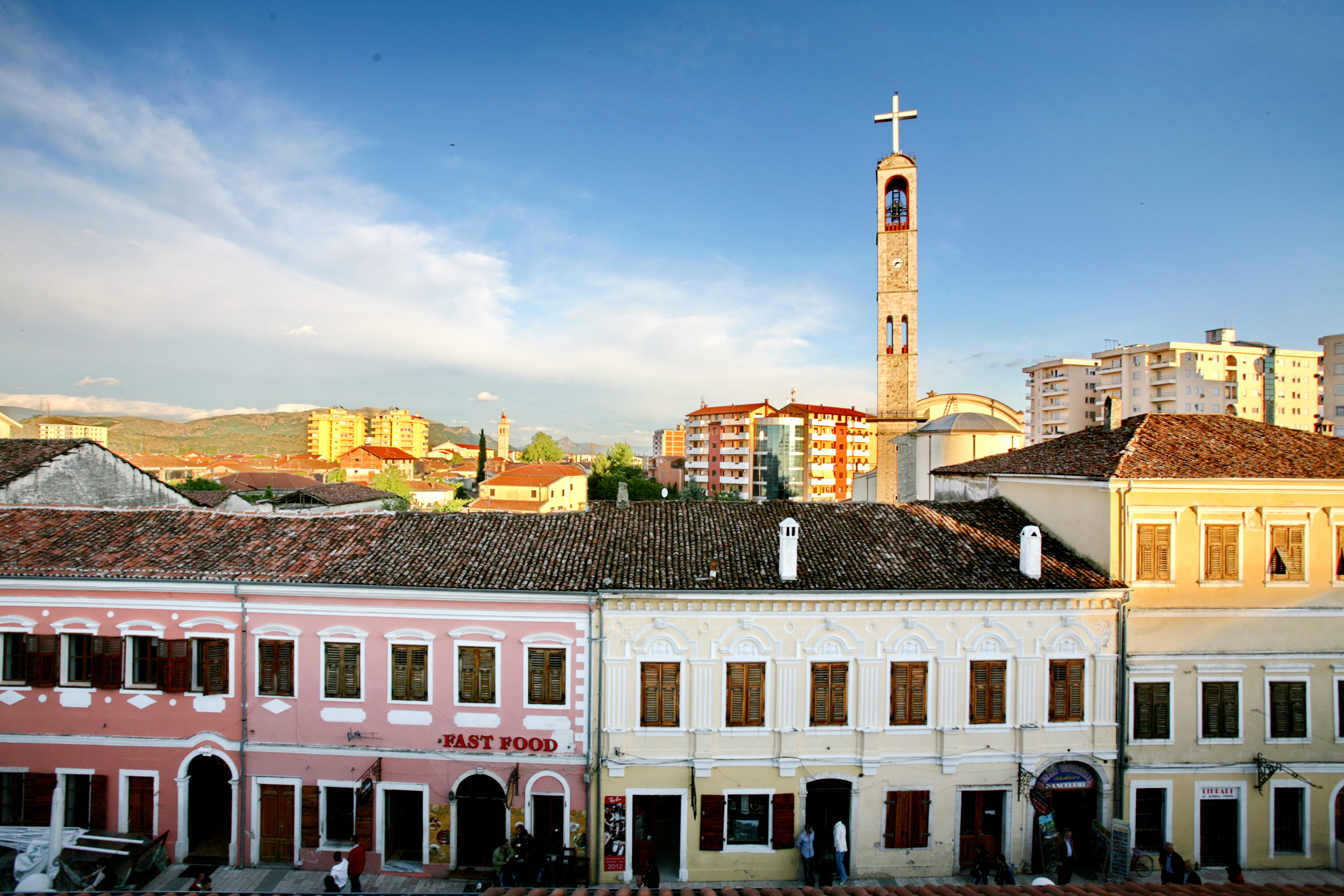
جرسية كنيسة الفرنسيسكان في شقودرة.

في 7 أبريل 1939 تم غزو ألبانيا من قبل إيطاليا تحت قيادة بينيتو موسوليني، والتي كانت مهتمة منذ فترة طويلة بكسب السيطرة على ألبانيا كمجال نفوذ إيطالي خلال فترة ما بين الحربين. حاول الطليان كسب تعاطف السكان الألبان المسلمين من خلال اقتراح بناء مسجد كبير في روما، على الرغم من معارضة الفاتيكان على هذا الإقتراح والذي لم يحصل النهاية. كما كسب المحتلون الإيطاليون تعاطف المسلمين الألبان من خلال رفع أجور عملهم. اعترفت القيادة الإسلامية السُنية بالنظام الإيطالي في ألبانيا، وتم تعيين أئمة مسلمون يتماشى خطهم مع المصالح الإيطالية، وكانوا ممثلين من خلال منظمة «لجنة المسلمين»، ويلاحظ المؤرخ فريتز فيشر أنَّ «الطائفة المسلمة السُنية بشكل عام وافقت على هذا التغيير مع قليل من الشكوى». كان معظم أعضاء الجماعة البِكْتاشيَّة وقيادتها ضد الاحتلال الإيطالي وظلوا جماعة معارضة للحكم الإيطالي.
وفقًا للمؤرخ فريتز فيشر رضخ التسلسل الهرمي الأرثوذكسي الألباني للاحتلال الإيطالي، وأعرب رئيس الأساقفة الأرثوذكسي كريستوفر إلى جانب ثلاثة أساقفة آخرين، عن الموافقة الرسمية على الغزو الإيطالي في عام 1939. وكان المتروبوليت فيزاريون خوفاني جزءاً من الوفد الذي حمل التاج الألباني إلى فيكتور عمانويل الثالث في روما. دعمت الكنيسة الكاثوليكية والعديد من الكاثوليك الغزو الإيطالي لألبانيا، لكن وفقًا للمؤرخ فريتز فيشر كان هناك العديد من الاستثناءات، لا سيَّما بين كهنة القرى لأن معظمهم تدربوا في ألبانيا وكانوا قوميين تمامًا. حتى أن بعضهم غادر ألبانيا بعد الغزو الإيطالي. لكن التسلسل الهرمي كان من ناحية أخرى داعمًا تمامًا للغزو الإيطالي، حيث رأى المندوب الرسولي فيه إمكانية لمنح المزيد من الحرية للألبان الذين يريدون أن يصبحوا كاثوليك. وكان للكنيسة الكاثوليكية أيضًا أكبر دعم مالي خلال الاحتلال الإيطالي.

#### الشيوعية

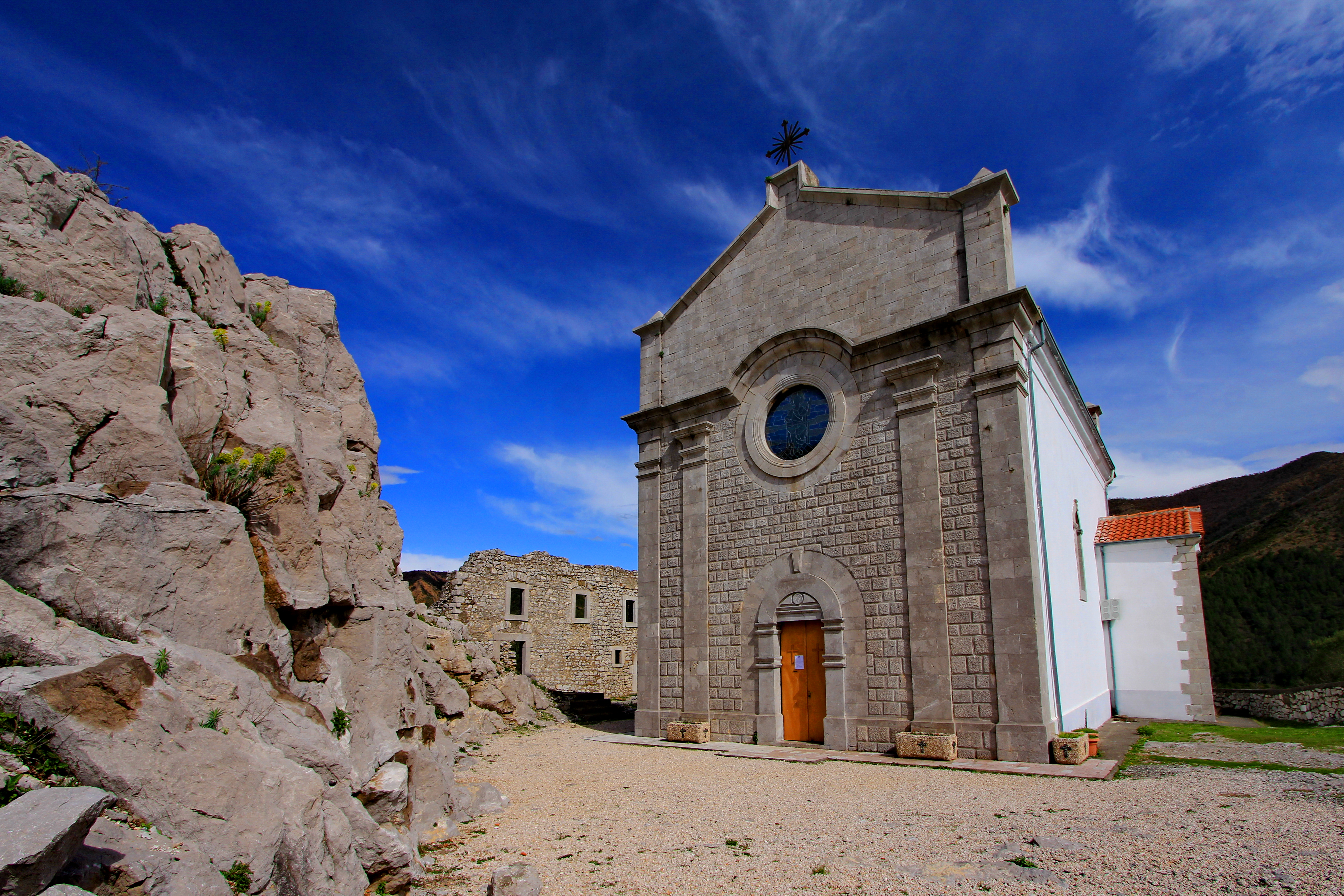
خلال الحقبة الشيوعية واعتماد عقيدة إلحاد الدولة تم هدم عشرات الكنائس والأديرة.

قبل تولي الشيوعيين السلطة في عام 1944 واعتماد نظام إلحاد الدولة، قُدر عدد سكان ألبانيا البالغ عددهم حوالي 1.1 شخص، وكان حوالي 70% منهم ينتمون إلى الطوائف الإسلامية، في حين أن 30% منهم كانوا ينتمون إلى الطوائف المسيحية. وصدر قانون الإصلاح الزراعي في أغسطس عام 1946 والذي أدى إلى تأميم معظم ممتلكات المؤسسات الدينية، بما في ذلك ممتلكات الأديرة والأبرشيات. وحوكم العديد من رجال الدين والمؤمنين، وعذبوا، وأعدموا. وتم طرد جميع الكهنة الرومان الكاثوليك بالإضافة إلى الرهبان والراهبات الكاثوليك في عام 1946.
وأجبرت الجماعات الدينية التي كان لها الفروع أو مقرات خارج البلد، مثل الرهبانيَّة اليسوعية والفرنسيسكانية، إنهاء أنشطتها في ألبانيا. وحُظّر على المؤسسات الدينية أن تكون لها علاقة بتعليم الشباب، لأن ذلك المجال كان من اختصاص الدولة حصريًا. وحظر على جميع الطوائف الدينية من امتلاك العقارات وتشغيل المؤسسات الخيرية والرعاية الاجتماعية والمستشفيات. وكان هدف هذه الإجراءات التدمير الشامل لجميع الديانات المنظمة في ألبانيا. بين عام 1945 وعام 1953، انخفض عدد الكهنة بشكل كبير وانخفض عدد الكنائس الرومانية الكاثوليكية من 253 إلى 100، وتم وصم الكاثوليك بالفاشية.
وقد بلغت الحملة ضد الدين ذروتها في الستينات من القرن العشرين. ابتداءًا من عام 1967، بدأت السلطات الألبانية حملة عنيفة لمحاولة القضاء على الحياة الدينية في ألبانيا. وتم إغلاق جميع الكنائس والمساجد والأديرة والمؤسسات الدينية الأخرى أو تحويلها إلى مستودعات أو صالات رياضية أو ورش عمل بحلول نهاية عام 1967. وبحلول مايو 1967، اضطرت المؤسسات الدينية إلى التخلي عن جميع الكنائس والمساجد والأديرة والمزارات في ألبانيا والبالغ عددها 2,169 والتي تحول الكثير منها إلى مراكز ثقافية للشباب. وكما ذكرت مجلة نيدوري الشهرية أن هذا الحدث، قد «خلق أول دولة ملحده في العالم». وتم ذل رجال الدين علنًا، وأخذت أموالهم وتم تدنيسها. وسجن أكثر من 200 من رجال الدين من مختلف الديانات، وأجبر آخرون على البحث عن عمل في الصناعة أو الزراعة، وتم إعدام بعضهم أو جوعًا حتى الموت. وقد اشعل النار في دير فرنسيسكاني في شقودرة، مما أدى إلى وفاة أربعة من الرهبان المسنين.
نصت المادة 37 من الدستور الألباني لعام 1976 على أن «الدولة لا تعترف بأي دين، وتدعم الدعاية الإلحادية من أجل زرع نظرة علمية مادية عالمية في الشعب»، ونص قانون العقوبات لعام 1977 على أحكام بالسجن تتراوح بين ثلاثة إلى عشر سنوات لأي «دعاية دينية وإنتاج أو توزيع الأدب الديني». وكان المرسوم الجديد يستهدف الألبانيين ذوي الأسماء المسيحية الإسلامية أو الدينية حيث نص القانون على أن المواطنين الذين لا تتطابق أسماؤهم مع «المعايير السياسية أو الأيديولوجية أو الأخلاقية للدولة» يجب تغييرها. وقرر أيضًا إعادة تسمية البلدات والقرى ذات الأسماء الدينية. نجحت حملة أنور خوجة الوحشية المعادية للأديان في القضاء على العبادة الرسمية، ولكن واصل بعض الألبان على ممارسة عقيدتهم سرًا، وخاطروا بعقوبة شديدة. وواجه بعض الأفراد الذين تم القبض عليهم مع الأناجيل أو الرموز أو غيرها من الأشياء الدينية أحكامًا بالسجن لمدة طويلة. وحظرت الحكومة حفلات الزفاف الدينية.
بوفاة أنور خوجة في عام 1985، تبنى خلفه رامز علياء موقفًا متسامحًا نسبيًا تجاه الممارسة الدينية، مشيرًا إلى أنها «مسألة شخصية وعائلية». وقد سمح لرجال الدين بالعودة إلى البلاد في عام 1988 والاشتراك في الخدمات الدينية. وقامت الأم تيريزا، وهي ألبانية الإثنية من مواليد سكوبيه، بزيارة تيرانا في عام 1989، حيث استقبلها وزير الخارجية ويكسهميجي خوجة أرملة أنور خوجة. وفي ديسمبر عام 1990، رُفع رسميًا الحظر على الطقوس الدينية، وتم للسماح لآلاف المسيحيين بحضور خدمات وقداس عيد الميلاد. كان للحملة الإلحادية نتائج مهمة خاصة بالنسبة للأقلية اليونانية الأرثوذكسية، حيث أصبح الدين الذي تم تجريمه خلال حقبة أنور خوجة الآن جزءًا لا يتجزأ من حياتها الثقافية وهويتها.

#### الجمهورية الألبانية

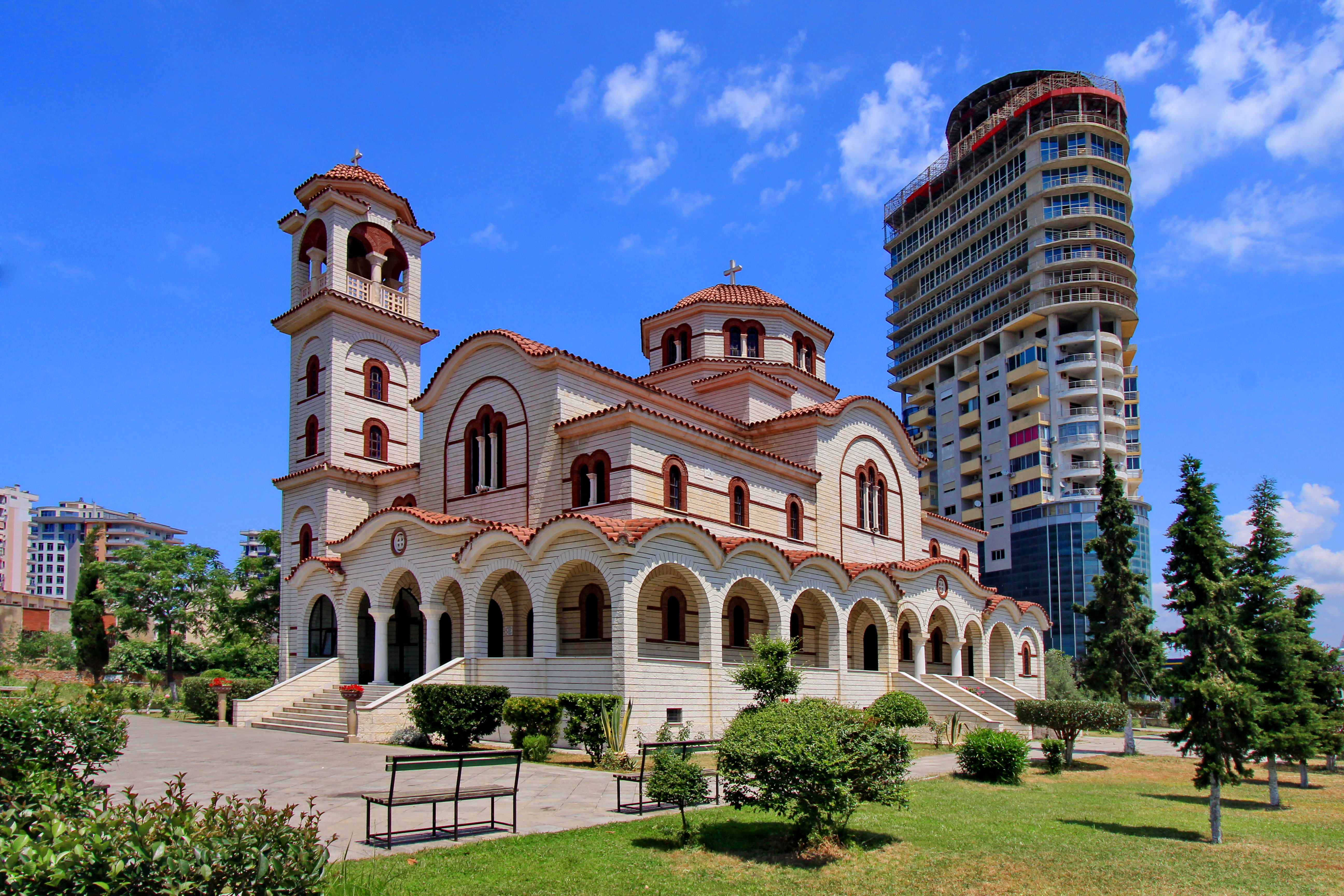
كنيسة القديس بولس وأستي الأرثوذكسية في دراس.

بعد انهيار الشيوعية في ألبانيا عام 1990، خرجت الكنيسة الأرثوذكسية الألبانية من تلك الفترة الصعبة بـ 22 كاهنا فقط، وبمساعدة من الكنائس الأرثوذكسية الأخرى عملت على إعادة تنظيم نفسها وعلى إعادة بناء ما تهدم في الفترة السابقة، فأنشأت أكثر من 74 كنيسة كانت 12 منها مسبقة الصنع في مدينة تسالونيكي اليونانية، ورممت قرابة خمسة أديرة. والكنيسة تعمل باستمرار على مشاريع أخرى متفرقة. هذا عدا الاهتمام الكبير الذي توليه الكنيسة لإعادة تأهيل أتباعها روحيا بعد أن تلقنت عدة أجيال الفكر الإلحادي الماركسي خلال الخمسين عاما الماضيةً. وفي سبيل ذلك امتلكت الكنيسة مطبعة للكتب طُبع فيها الكتاب المقدس وكتب روحية أخرى باللغة الألبانية. وفي الآونة الأخيرة بدأ العديد من المسلمون العودة إلى المسيحية حيث يصفونها بأنها ديانة أجدادهم. نحو ثلاثة في المئة من السكان الألبان في كوسوفو هم من أتباع الكنيسة الرومانية الكاثوليكية وذلك على الرغم من قرون من الحكم العثماني. خلال الفترة العثمانية تحول عدد من الكاثوليك إلى الإسلام خاصًة في النصف الثاني من القرن السادس عشر إلى نهاية القرن الثامن عشر، وعلى الرغم من ذلك واصل العديد من المتحولين إلى الإسلام في الحفاظ على الطقوس الكاثوليكية بشكل سرّي، وقد دعي المسيحيين المخفيين في كوسوفو باسم «لارامان» وهو ما يعني باللغة الألبانية متنوع الصفات. في الآونة الأخيرة بدأ العديد من الكوسوفيون ترك الإسلام والعودة لجذورهم المسيحية، فضلًا عن العديد من الحالات حيث تعود الأسر لإيمانهم الكاثوليكي.
تشير تقريرات حكومية إلى وجود 254 جماعة ومنظمة ومؤسسة ذات طابع ديني في البلاد إلى جانب المجموعات الأربع الكبرى الآنفة الذكر (أهل السنة والجماعة، والبِكْتاشيَّة، والأرثوذكسية والكاثوليكية). وتدير الكنيسة الكاثوليكية في ألبانيا العديد من المدارس التبشيرية الابتدائية والمتوسطة والثانوية، إضافةً لخمس جامعات وثماني مستشفيات وستة عشر دارًا للمسنين وستة عشر ميتمًا ودارًا للحضانة، وثلاثة مراكز لمساعدة العائلات وحماية الحياة البشرية. وفقًا لدراسة قامت بها مركز بيو للأبحاث عام 2016 تحت اسم الدين والتعليم حول العالم يُعتبر المسيحيين المجموعة الدينيَّة الأكثر تعليمًا في البلاد حيث أن حوالي 16% من مسيحيين ألبانيا حاصلين على تعليم عال ومن حملة الشهادات الجامعيَّة، بالمقارنة مع 10% من مسلمين ألبانيا وحوالي 12% من اللادينيين الألبان. وكان الحاصلين على جائزة نوبل من ذوي الأصول الألبانية وهما الأم تريزا الحاصلة على جائزة نوبل في السلام وفريد مراد الحاصل على جائزة نوبل في الطب من أتباع الديانة المسيحية.

## الوضع الديني

### إحصائيات

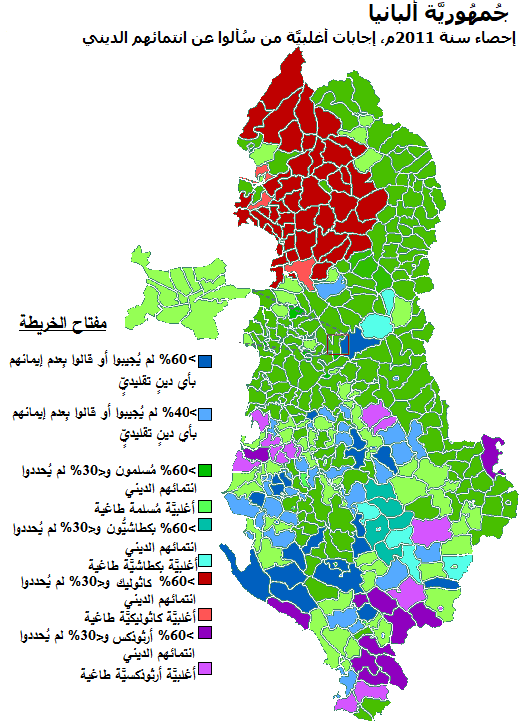
خارطة تُظهر المناطق ذات الغالبيَّة اللادينيَّة من السكَّان.
خارطة تُظهر المناطق ذات الغالبيَّة الإسلاميَّة من السكَّان.
خارطة تُظهر المناطق ذات الغالبيَّة الكاثوليكيَّة من السكَّان.
خارطة تُظهر المناطق ذات الغالبيَّة الأرثوذكسيَّة الشرقيَّة من السكَّان.

لا يوجد إحصائيات رسمية عن عدد المتدينين في ألبانيا ولكن تقدر نسبتهم من ممارسي مختلف الأديان بين 25% إلى 40%. ويشكل الألبان ذو الخلفية الإسلامية غالبية السكان (58.7% إلى 80.3%) وهم منقسمون في مجموعتين رئيسيتين: أهل السنة والجماعة والبِكْتاشيَّة، ويمثل أتباع البِكْتاشيَّة حوالي 25% من مسلمي ألبانيا.
أمّا المسيحية فقد كانت ديانة ألبانيا ما قبل الفترة العثمانية، واليوم تقدر نسبة الألبان الكاثوليك بحوالي 10.2%، يليهم الألبان الأرثوذكس بين 6.7% حسب التعداد السكاني عام 2011 إلى 7.5% وفقاً لتقديرات مركز بيو للأبحاث عام 2010، وهناك أقليات دينية أخرى كالبروتستانتية وغيرها. ينتشر المسلمون في معظم أرجاء البلاد بينما يتركز وجود الأرثوذكس في الجنوب في حين يتركز الوجود الكاثوليكي في الشمال. وبشكل عام فأن هذا التوزع لا يعتبر معياريًا حيث توجد مدن مختلطة تعيش فيها سوياً مجموعات دينية ولا دينية مختلفة.
يبدو أن النتائج الأولية لتعداد السكان عام 2011 أعطت نتائج مختلفة على نطاق واسع، حيث رفض 70% من المستجيبين إعلان الإيمان بأي من الأديان المدرجة. كما ورفضت الكنيسة الألبانية الأرثوذكسية رسمياً الاعتراف بالنتائج، مدعيَّة أن 24% من إجمالي سكان البلاد يعتنقون العقيدة الأرثوذكسية، وأشارت الكنيسة الألبانية الأرثوذكسية أن في تعداد السكان لم يتم حسبان الأقلية اليونانية التي يعتنق أغلبها المذهب الأرثوذكس. وقد تكون نسبة أتباع الكنيسة الأرثوذكسية المُبلغ عنها أقل من النسبة الفعلية بسبب مقاطعة التعداد السكاني، وأيضًا لأن طاقم التعداد فشل في الاتصال بعدد كبير جدًا من سكان الجنوب الذي يُعتبر تقليدياً معقلاً للألبان الأرثوذكس. وأعرب بعض مسؤولي الطائفة المسلمة عن استيائهم من البيانات التي تدعي أن العديد من المسلمين لم يتم احتسابهم وأن عدد أتباعها يبلغ حوالي 70% من السكان الألبان وليس 58%. كما شكك مجلس الأساقفة الألباني الكاثوليكي في معطيات التعداد السكاني، واشتكى من عدم الاتصال بالعديد من المؤمنين الكاثوليك.

### الالتزام الديني
وجدت دراسة طبية من عام 2008 في جامعة تيرانا عن العلاقة بين الشعائر الدينية ومتلازمة الشريان التاجي الحادة أنَّ 67% من المسلمين وحوالي 55% من المسيحيين كانوا غير متدينين تمامًا. كان الحضور المنتظم للمؤسسات الدينية (مرة واحدة على الأقل كل أسبوعين) منخفضًا في كلتا الطائفتين (6% بين المسلمين وحوالي 9% بين المسيحيين)، وكان الحضور الأسبوعي منخفضًا للغاية (2% وحوالي 1% على التوالي). كان المداومة على الصلاة المتكررة (مرتين إلى ثلاثة مرات في الأسبوع على الأقل) أعلى عند المسيحيين (29%) منها لدى المسلمين (17%)، بينما كان المداومة على الصلاة عدة مرات في اليوم (كما هو مطلوب من المسلمين المتدينين) منخفضة (2% عند المسلمين وحوالي 3% عند المسيحيين). كان الصيام المنتظم خلال شهر رمضان أو الصوم الكبير منخفضًا بالمثل لدى المسلمين والمسيحيين (5% وحوالي 6% على التوالي). بشكل عام، كان المسيحيون بحسب الدراسة أكثر التزامًا دينياً من المسلمين (26% مقابل 17%).

### الوضع الاجتماعي
تشير تقريرات حكومية إلى وجود 254 جماعة ومنظمة ومؤسسة ذات طابع ديني في البلاد إلى جانب المجموعات الأربع الكبرى الآنفة الذكر (أهل السنة والجماعة، والبِكْتاشيَّة، والأرثوذكسية والكاثوليكية). وتدير الكنيسة الكاثوليكية في ألبانيا العديد من المدارس التبشيرية الابتدائية والمتوسطة والثانوية، إضافةً لخمس جامعات وثماني مستشفيات وستة عشر دارًا للمسنين وستة عشر ميتمًا ودارًا للحضانة، وثلاثة مراكز لمساعدة العائلات وحماية الحياة البشرية. تعيش الجماعات الدينية المختلفة في تعايش وفي اختلاط في ما بينهم؛ وبحسب مركز بيو للأبحاث يقول حوالي 4% من المسلمين الألبان إن جميع المسلمين في بلدهم، أو الكثير منهم، معادون للمسيحيين، وفقاً لمسح أجراه مركز بيو للأبحاث حول مسلمي العالم. ويقول نحو 2% ممن تم استطلاع آرائهم من المسلمين في ألبانيا إن كل أو معظم أو كثير من المسيحيين معادون للمسلمين، وهو أقل نصيب في 26 دولة سئل فيها السؤال.
 ويقول حوالي 75% من المسلمين الألبان أنهم سيكونون مرتاحين بحالة زواج ابنتهم من مسيحي، بالمقارنة مع 77% بحالة زواج ابنهم من مسيحيَّة.
وفقًا لدراسة قامت بها مركز بيو للأبحاث عام 2016 تحت اسم الدين والتعليم حول العالم يُعتبر المسيحيين المجموعة الدينيَّة الأكثر تعليمًا في البلاد حيث أن حوالي 16% من مسيحيين ألبانيا حاصلين على تعليم عال ومن حملة الشهادات الجامعيَّة، بالمقارنة مع 10% من مسلمين ألبانيا وحوالي 12% من اللادينيين الألبان.

### العلاقات مع الأديان الأخرى

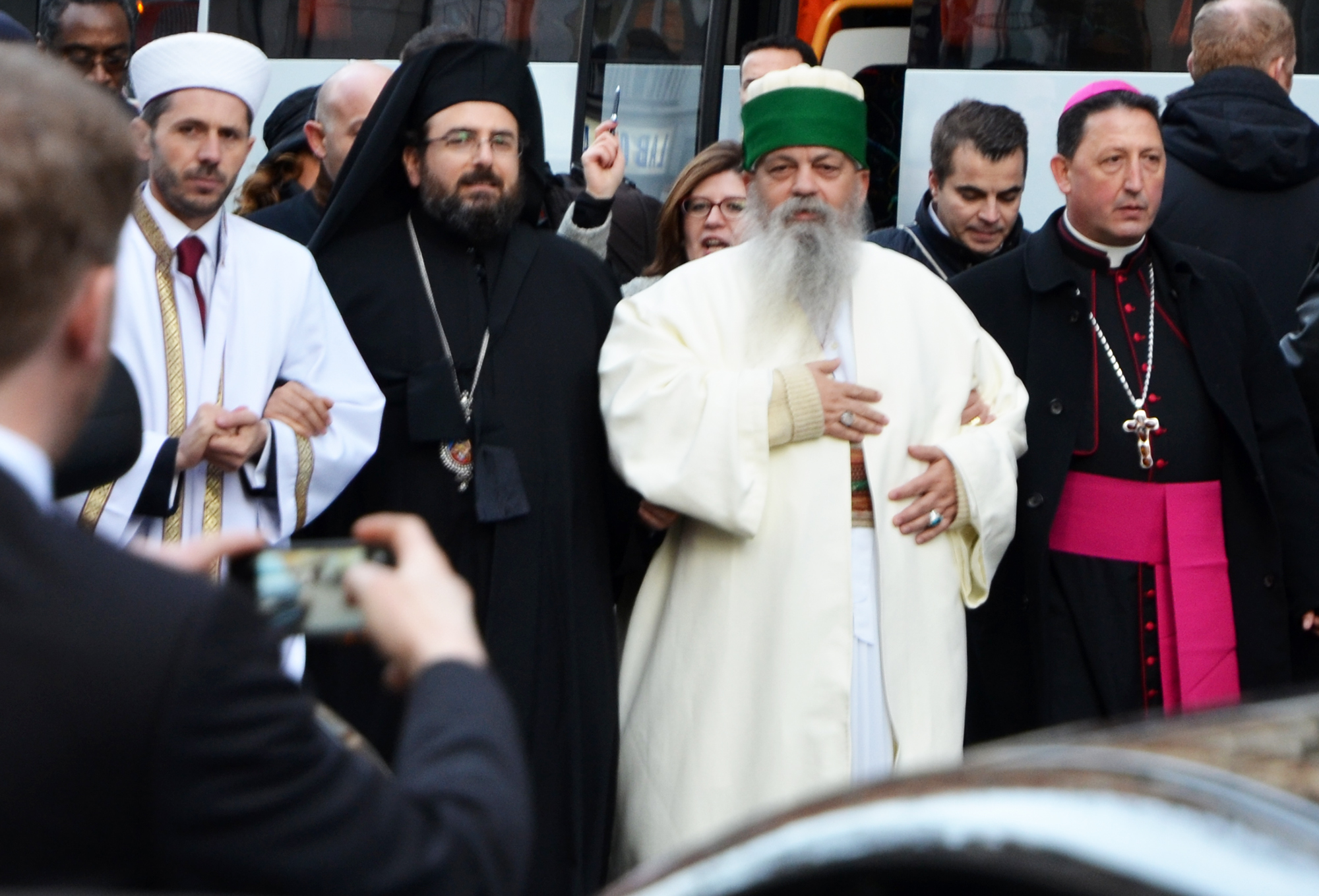
القادة الدينيين للطوائف الألبانية الأربعة الرئيسية (الكاثوليكية والبكتاشية والأرثوذكسية والسُنّة).

تتنوع العلاقات بين الألبان الكاثوليك والألبان المسلمين أو بين الألبان الأرثوذكس والألبان المسلمون في المناطق الريفيَّة في شمال وجنوب البلاد، حيث غالبًا ما تنعزل المجتمعات المسيحية والمسلمة، إذ تعيش تقليديًا كل منها في قرى أو في أحياء منفصلة، حتى بداخل المدن. وتستخدم العديد من المصطلحات الازدرائية اليوم لتسمية المجموعات الدينية المختلفة باللغة الألبانية، ويعتمد بعضها على نظام التصنيف العثماني. خلال الأزمة الاجتماعية والسياسية والاقتصادية الألبانية في عام 1997، لم تلعب الاختلافات الدينية دوراً في الاضطرابات المدنية التي حدثت، على الرغم من أنَّ الكنيسة الألبانية الأرثوذكسية كانت تدعم في ذلك الوقت بشكل خاص سقوط حكومة صالح بريشا المكونة بشكل رئيسي من المُسلمين. على مر السنين وقعت حوادث طائفيَّة طفيفة بين الألبان المسلمين والألبان المسيحيين مثل إلقاء رؤوس الخنازير في باحات مسجد، وتدمر شواهد قبور كاثوليكية، وقصف كنيسة أرثوذكسية في إشقودرة وإلحاق أضرار باللوحات الجدارية في كنيسة في فوسكوبوي. وتم إنشاء منظمة حوار بين الأديان تسمى مجلس الأديان في ألبانيا في عام 2009 من قبل الأديان الأربعة الرئيسية لتعزيز التعايش الديني في ألبانيا.
تسود المسيحية في جنوب ألبانيا، وفي المراكز الحضرية في وسط ألبانيا وفي بعض شمال ألبانيا. كما يُنسب رفض الإسلام إلى الانقسام الذي انفتح بين سكان المدن القدماء والريفيين المسلمين الألبان والوافدين الجدد المحافظين إلى حد ما من الشمال الشرقي إلى مدن مثل تيرانا، حيث يُشار إلى الجماعة الأخيرة بالشيشانيين. بعد موجات الهجرة للمسيحيين الألبان الذين حصلوا على تأشيرات للعمل في اليونان، كانت هناك حالات تحول فيها المهاجرون الألبان المسلمون في اليونان إلى الكنيسة الأرثوذكسية الشرقية وقاموا بتغيير أسماءهم إلى أسماء ذات هوية يونانية مسيحية ليتم قبولهم في المجتمع اليوناني. بعض الألبان المسلمين الآخرين عند الهجرة تحولوا أيضًا إلى المذهب الكاثوليكي، في حين أن التحولات إلى المسيحية داخل ألبانيا ترتبط بشكل عام بالإنتماء وتُفسر على أنها جزء من الغرب وقيمه وثقافته. قدرت دراسة عام 2015 وجود حوالي 13,000 مسيحي من خلفية إسلامية في ألبانيا، على الرغم من أنه ليس من الواضح أي الكنائس المسيحية كان هؤلاء الناس ينتمون إليها. وفي العصر الحديث، كان هناك نزعة لتحول الغجر الرّوما في ألبانيا من الإسلام إلى المسيحية.
على الرغم من القضايا العرضية، يُنظر إلى «التسامح الديني» و«التناغم الديني» في ألبانيا كجزء من مجموعة من المثل الوطنية الألبانية المتميزة، ويُقال إنها تخدم جزءاً مهماً من الإطار المدني لألبانيا، حيث تضع المجتمعات الدينية اختلافتها جانباً وتقوم بالعمل معاً من أجل المصلحة الوطنية. على الرغم من اعتبارها من قبل البعض بأنها «أسطورة وطنية»، فقد تم الترويج «للمثال الألباني» للتسامح بين الأديان والعلمانيَّة المُتسامحة كنموذج لبقية العالم من قبل كل من الألبان والمعلقين الأوروبيين الغربيين والأمريكيين، بما في ذلك البابا فرنسيس الذي امتدح ألبانيا باعتبارها «نموذجًا لعالم يشهد صراعًا باسم الله»، وفي الوقت نفسه، جذب «المثال» الألباني للتعايش اهتماماً مؤخراً بالغرب، حيث تم استخدامه المصطلح للقول أن «الحرية الدينية والقيم الإسلامية لا يُمكن أن تتعايش فحسب، بل يمكنها أيضًا أن تزدهر معًا»، ويُنظر إليها على أنها حجة إيجابية لصالح تسريع انضمام ألبانيا إلى الاتحاد الأوروبي.
يُعتبر الزواج بين الأديان بين المسلمين والمسيحيين «شائعًا» في ألبانيا مع القليل من التداعيات الاجتماعية، على الرغم من قلة البيانات الإحصائية حول انتشارها. خلال الفترة الشيوعية، من المعروف أنه خلال الفترة بين عام 1950 إلى عام 1968، تراوحت معدلات الزيجات المختلطة بين المسيحيين والمسلمين من 1.6% في إشقودرة وحوالي 4.3% في جيروكاستر إلى حوالي 15.5% بين عمال النسيج في العاصمة تيرانا. ووصلت إلى حوالي 5% في مقاطعة إشقودرة في عام 1980. بحسب مركز بيو للأبحاث يقول حوالي 75% من المسلمين الألبان أنهم سيكونون مرتاحين بحالة زواج ابنتهم من مسيحي، بالمقارنة مع 77% بحالة زواج ابنهم من مسيحيَّة.

### حسب المقاطعات
| الديانة حسب المقاطعة (2011) | الأرثوذكس | الكاثوليك | البروتستانت | مسيحيون آخرون | مجمل المسيحيون |
| --------------------------- | --------- | --------- | ----------- | ------------- | -------------- |
| مقاطعة بيرات                | 7.4%      | 1.1%      | 0.05%       | 0.2%          | 8.6%           |
| مقاطعة ديبر                 | 0.09%     | 2.0%      | 0.01%       | 0.01%         | 2.1%           |
| مقاطعة دوريس                | 3.3%      | 7.3%      | 0.1%        | 0.06%         | 10.7%          |
| مقاطعة إلباسان              | 5.1%      | 0.1%      | 0.05%       | 0.03%         | 5.2%           |
| مقاطعة فيير                 | 13.7%     | 1.9%      | 0.1%        | 0.06%         | 15.7%          |
| مقاطعة غيروكاستر            | 17.4%     | 2.0%      | 0.08%       | 0.07%         | 19.5%          |
| مقاطعة كوكس                 | 0.03%     | 2.6%      | 0.03%       | 0.04%         | 2.7%           |
| مقاطعة لجه                  | 0.2%      | 72.3%     | 0.06%       | 0.01%         | 72.5%          |
| مقاطعة شكودر                | 0.3%      | 47.1%     | 0.09%       | 0.02%         | 47.5%          |
| مقاطعة تيرانا               | 5.0%      | 5.3%      | 0.2%        | 0.1%          | 10.6%          |
| مقاطعة فلوره                | 13.7%     | 1.9%      | 0.06%       | 0.07%         | 15.7%          |

### حسب الجموعات الألبانية
| الديانة                       | الألبان في ألبانيا | الألبان في كوسوفو | الألبان في مقدونيا الشمالية | الألبان في الجبل الأسود | الألبان في كرواتيا | الألبان في إيطاليا |
| ----------------------------- | ------------------ | ----------------- | --------------------------- | ----------------------- | ------------------ | ------------------ |
| الإسلام                       | 21% إلى 82%        | 88.8 إلى 95.60    | 98.62                       | 73.15                   | 54.78              | 41.49              |
| أهل السنة والجماعة            | 56.70              | —                 | —                           | —                       | —                  | —                  |
| بكتاشية                       | 2.09 إلى 7.5       | —                 | —                           | —                       | —                  | —                  |
| المسيحيَّة                      | 9 إلى 28.64        | 3.69 إلى 6.20     | 1.37                        | 26.37                   | 40.69              | 38.85              |
| الكنيسة الرومانية الكاثوليكية | 3% إلى 13.82       | 2.20 إلى 5.80     | 1.37                        | 26.13                   | 40.59              | 27.67              |
| الأرثوذكسيَّة الشرقيَّة           | 6 إلى 13.08        | 1.48              | —                           | 0.12                    | 0.01               | 11.02              |
| البروتستانتيَّة                 | 0.14 إلى 1.74      | 0.16              | —                           | —                       | —                  | —                  |
| طوائف مسيحية أخرى             | 0.07               | —                 | —                           | 0.12                    | 0.09               | —                  |
| غير منتسبين لدين أو لادينية   | 24.21% إلى 62.7%   |                   |                             |                         |                    |                    |
| إلحاد                         | 2.50% إلى 9%       | 0.07 إلى 2.9      | —                           | 0.11                    | 1.80               | 17.81              |
| يُفضل أن لا يجيب               | 1% to 13.79%       | 0.55              | 0.19                        | 2.36                    | —                  | —                  |
| لاأدرية                       | 5.58               |                   |                             |                         |                    |                    |
| مُؤمنين دون طائفة              | 5.49               | —                 | —                           | —                       | —                  | —                  |
| غير مناسب / غير مذكور         | 2.43               | 0.06              | 0.16                        | 0.36                    | —                  |                    |
| أديان أخرى                    | 1.19               |                   |                             |                         |                    | 1.85               |

## الطوائف المسيحية

### الأرثوذكسية

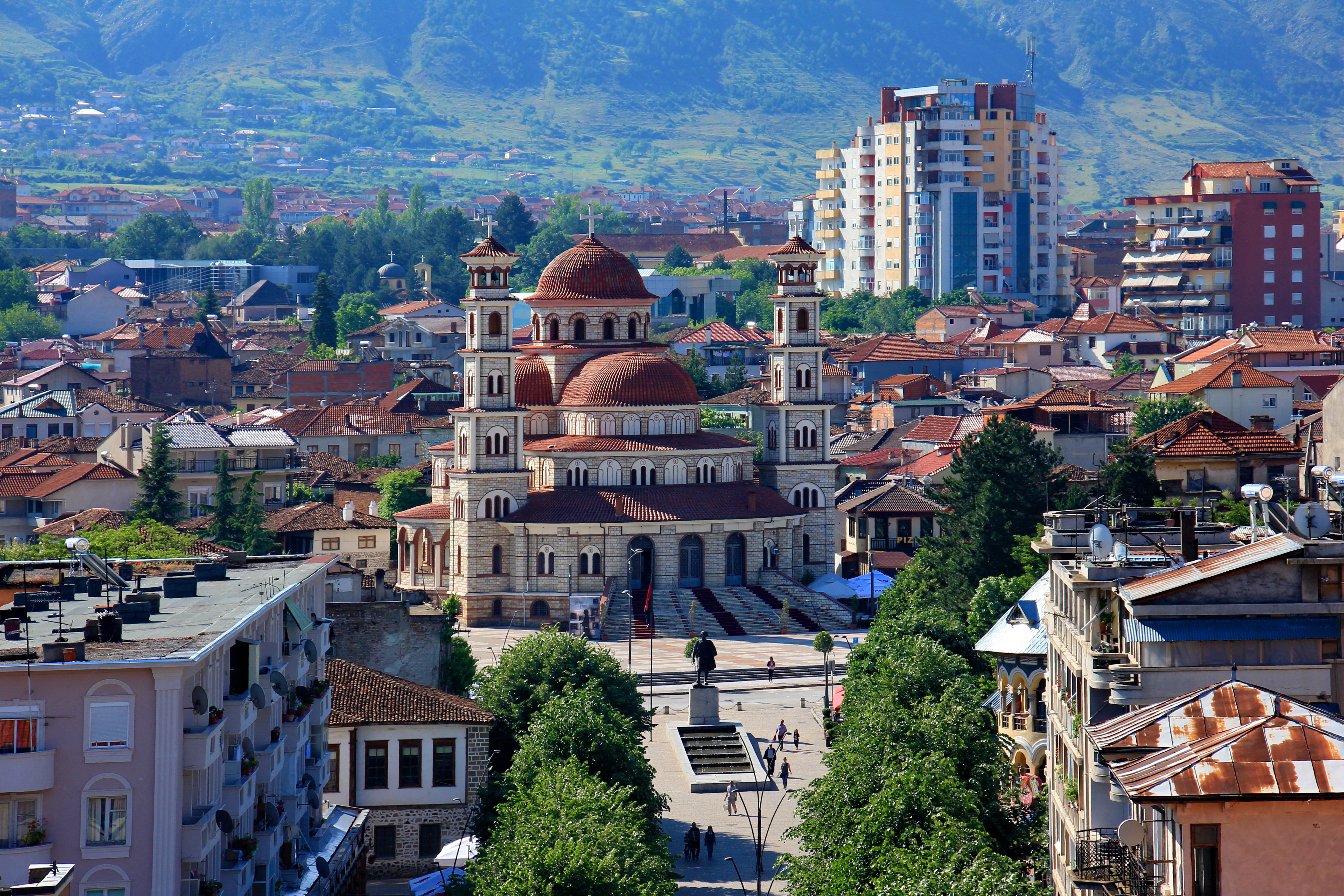
كاتدرائية القيامة الأرثوذكسية في مدينة كورتشي جنوب شرق ألبانيا.

يتبع معظم الأرثوذكس الألبان الكنيسة الألبانية الأرثوذكسية (بالألبانيَّة: Kisha Ortodokse Shqiptare) وهي كنيسة أرثوذكسية شرقية، يُرجع تقليدها الكنسي وصول المسيحية لألبانيا والبلقان إلى القرن الأول الميلادي على يد بولس. أٌعلن عن استقلالها في عام 1922 من خلال المؤتمر الأرثوذكسي عام 1922، وحصلت على اعتراف بطريرك القسطنطينية في عام 1937.
بين عام 1890 وعام 1920 هاجر ما يقرب من 25,000 ألباني، معظمهم من المسيحيين الأرثوذكس من جنوب شرق ألبانيا، إلى الولايات المتحدة، واستقروا في بوسطن وحولها. وكان المسيحيين الألبان الأرثوذكس تابعين لبطريركية القسطنطينية حتى عام 1937، حيث أصبحوا كنيسة مستقلة في أيام البطريرك المسكوني بنيامين الأول، ومع بداية الحقبة الشيوعية في البلاد عام 1945 عانت الكنيسة الألبانية الأمرِّين فسجن وعذب الكثير من أبناءها بما فيهم رعاتها وكهنتها، ولاسيما عقب إعلان ألبانيا دولة ملحدة عام 1967، حيث اتجه النظام السياسي الحاكم لتدمير جميع كنائس وأديرة البلاد، فكانت النتيجة تهديم قرابة 1600 كنيسة ودير.
بعد انهيار الشيوعية في ألبانيا عام 1990، خرجت الكنيسة الأرثوذكسية الألبانية من تلك الفترة الصعبة بـ 22 كاهنًا فقط، وبمساعدة من الكنائس الأرثوذكسية الأخرى عملت على إعادة تنظيم نفسها وعلى إعادة بناء ما تهدم في الفترة السابقة، فأنشأت أكثر من 74 كنيسة كانت 12 منها مسبقة الصنع في مدينة تسالونيكي اليونانية، ورممت قرابة خمسة أديرة. والكنيسة تعمل بإستمرار على مشاريع أخرى متفرقة (كنائس، ومعاهد لاهوتيَّة، وبيوت للضيافة، ومستوصفات وغيرها من المؤسسات). هذا عدا الاهتمام الكبير الذي توليه الكنيسة لإعادة تأهيل أتباعها روحيا بعد أن تلقنت عدة أجيال الفكر الإلحادي الماركسي خلال الخمسين عاما الماضيةً. وفي سبيل ذلك امتلكت الكنيسة مطبعة للكتب طُبع فيها الكتاب المقدس وكتب روحية أخرى باللغة الألبانيَّة، كما أنها تصدر أيضا مجلة شهرية دينية باسم القيامة.
للكنيسة أيضًا معهدين يدرس اللاهوت الأرثوذكسي، منها معهد قيامة ربنا يسوع المسيح والذي أنشأ عام 1992، والآخر معهد الصليب المقدس والذي أنشأ عام 1998. رئيس الأساقفة الحالي لهذه الكنيسة هو أنستاسيوس من مواليد 1929، ويشكل الألبان الأرثوذكس بحسب التعداد السكاني عام 2011 حوالي 6.7% من السكان، بينما تقدر تقديرات أخرى نسبة السكان الألبان الأرثوذكس بين 20% إلى 25% تقريبًا من سكان ألبانيا. من المناطق الجنوبية التي تحتفظ بأعلى نسب من السكان الألبان الأرثوذكس، وفي بعض الحالات أغلبية مطلقة، سارنده، وجيروكاستر، وبرمت، وليسكيكو، وبوغراديس وكورتشي وما حولها. إلى جانب منطقة ميزيك في وسط ألبانيا خاصةً في فيير وحولها، حيث يشكلون أغلبية كبيرة من السكان. وهناك أيضاً أعداد كبيرة من السكان الأرثوذكس الألبان في مناطق إلباسان وبيرات والعاصمة تيرانا. وخلافًا للصورة النمطية المتمثلة في أنَّ التوكس فقط هم الأرثوذكس، يتواجد الألبان الأرثوذكس أيضًا في الشمال، حيث يشكل الألبان الأرثوذكس نسب كبيرة في بعض المدن الشمالية: دراس (36%)، وكافايه (23%) وإلباسان (17%). ويميل الألبان الأرثوذكس إلى العيش في المراكز الحضرية أو في المناطق المرتفعة، ولكن نادراً في المناطق الريفية المنخفضة (بإستثناء منطقة ميزيك).

### الكاثوليكية

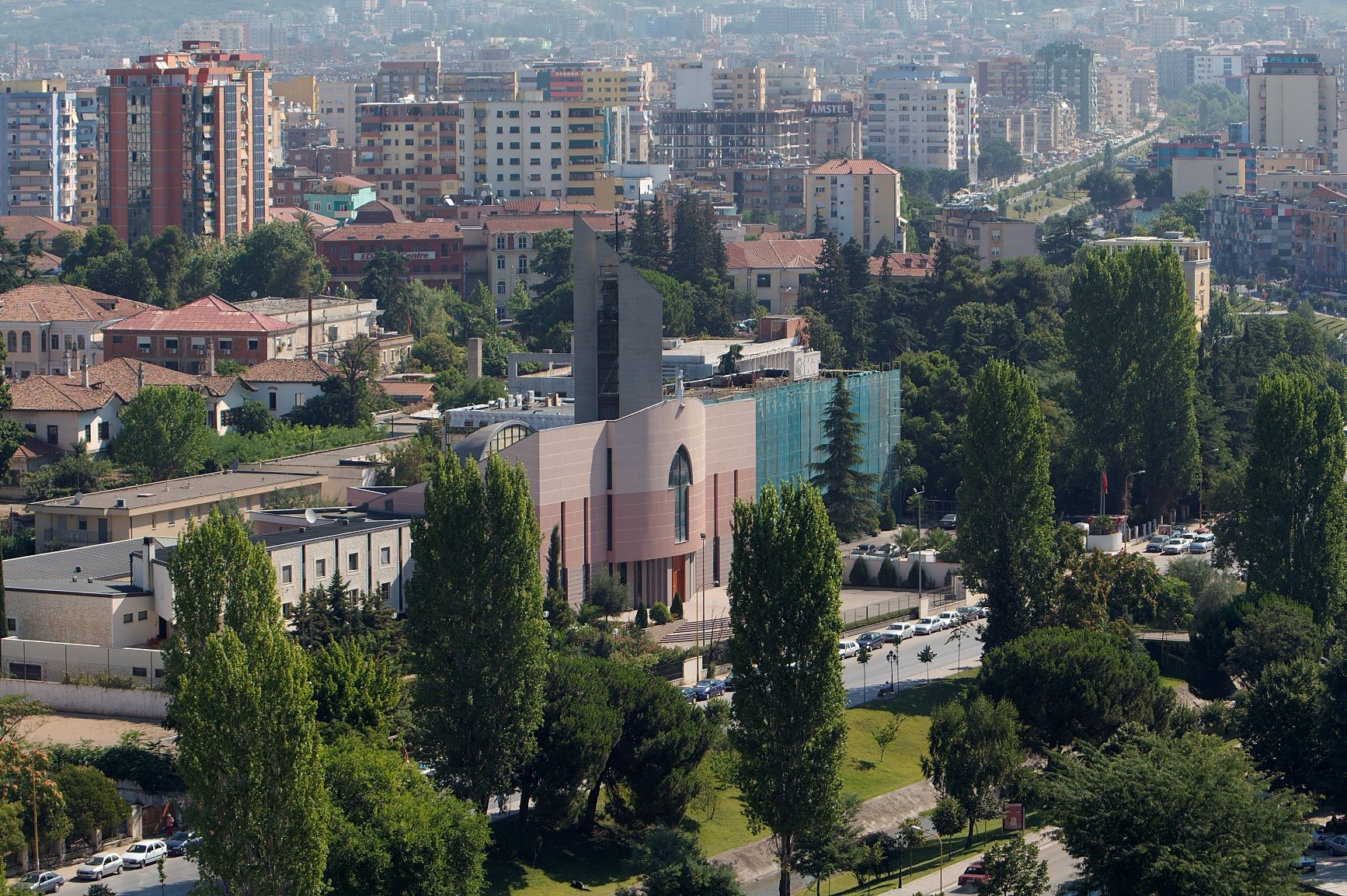
كاتدرائية القديس بطرس الكاثوليكية في مدينة تيرانا.

الكنيسة الكاثوليكية الألبانيَّة هي جزء من الكنيسة الكاثوليكية العالمية في ظل القيادة الروحية للبابا في روما ومجلس الأساقفة الألباني. ووفقًا للأرقام التي قدمتها الحكومة في عام 2010 ذكرت أن بين 10.2% إلى 17% من السكان يتبعون الكنيسة الكاثوليكية. يتوزع الكاثوليك الألبان على خمسة أبرشيات، بما في ذلك مطرانية بالإضافة إلى الإدارة الرسوليَّة والتي تغطي جنوب ألبانيا. يتركز الحضور الكاثوليكي الأقوى في الجزء الشمالي الغربي من البلاد، والذي كان تاريخيًا الموقع الأسهل للإتصال مع روما وجمهورية البندقية. وتُعد مدينة شقودرة مركز الطائفة الرومانية الكاثوليكية في ألبانيا، وتعتبر المنطقة جزءًا من منطقة مالسيا هايلاندر والتي سكنتها القبائل الكاثوليكية الألبانية السبعة.
انتشرت المسيحية في ألبانيا في القرن الأول الميلادي. وكانت الديانة السائدة في ألبانيا قبل دخول العثمانيين هي المسيحية، وكانت البلاد جسراً كاثوليكياً في البلقان، حيث لعب الألبان الكاثوليك دوراً لا يختلف عن دور الكروات الكاثوليك في يوغوسلافيا السابقة. في العصور الوسطى حكم ألبانيا العديد من الحكام الكاثوليك، بما في ذلك السكان الأصليين وآل أنجو الكابيتيون، وأصبحت البلاد موقعًا لانتشار الكاثوليكية في البلقان على حساب الأرثوذكسية الشرقية حيث تحول النبلاء الألبان الأرثوذكس سابقًا ورعاياهم بشكل متزايد للقوى الغربية والكاثوليكية كوسيلة لدرء التهديدات القادمة من الكيانات السياسية الأرثوذكسية. لكن بعد سقوط البلاد في يد العثمانيين اعتنق الكاثوليك الإسلام هربًا من الضرائب الباهظة التي فرضت على المسيحيين أو التأهل لوظائف والتقدم في المجتمع الذي يحكمه المسلمون. وكان ذلك معروفًا أيام الامبراطورية العثمانية وكان الألبان يلقبونهم بالمرقطين أي من لهم لونان، بسبب الإزدواجية الدينية التي اضطروا أن يعيشوها، فكانوا يمارسون الطقوس والصلوات الإسلامية علنًا، ويمارسون الطقوس المسيحية ويحضرون القداسات سرًا. والآن هناك مسلمون يعودون إلى المسيحية حيث يصفونها بأنها ديانة أجدادهم. ويقول محمد ملا أستاذ تاريخ الديانات بجامعة بريشتينا العامة «خمسون أو ستون في المئة من السكان مرتبطون عاطفيًا بعقيدة الكاثوليك. هذا بسبب الشعور تجاه ما كان يؤمن به أجدادنا».

### البروتستانتية
يصل تعداد البروتستانت في ألبانيا، إلى حوالي 8,000 نسمة، ويتوزعُون على 189 جمعية بروتستانتيَّة مختلفة. وفقًا لدراسة المؤمنون في المسيح من خلفية مسلمة: إحصاء عالمي وهي دراسة أجريت من قبل جامعة سانت ماري الأمريكيّة في تكساس سنة 2015 وجدت أن عدد المسلمين الألبان المتحولين للديانة المسيحية يبلغ حوالي 13,000 شخص.